# Sculptures à Liège
Voici la liste commentée des sculptures qui ornent la ville belge de Liège, classées par quartier.

## Amercœur

### Statue de Notger
Réalisée en 1891 à l'initiative du curé de Saint-Jean, Auguste Meyer, la statue représentant Notger, premier prince-évêque de Liège, est l’œuvre des sculpteurs H. Rixkens & fils. Érigée dans le cloître de Saint-Jean, la statue est transférée au pied de l'église Saint-Remacle dans le quartier d'Amercœur. L'état de dégradation de l'œuvre est une raison probable de son déménagement ; la main gauche, la crosse, l'index de la main droite ainsi que le clocher de la maquette sont manquants.[réf. nécessaire]
Notger y est représenté, montrant du doigt une reproduction de la collégiale Saint-Jean avec, à ses pieds, l'inscription : HIC REQUIES MEA (Ici est mon repos),.

## Angleur

### Monument Zénobe Gramme

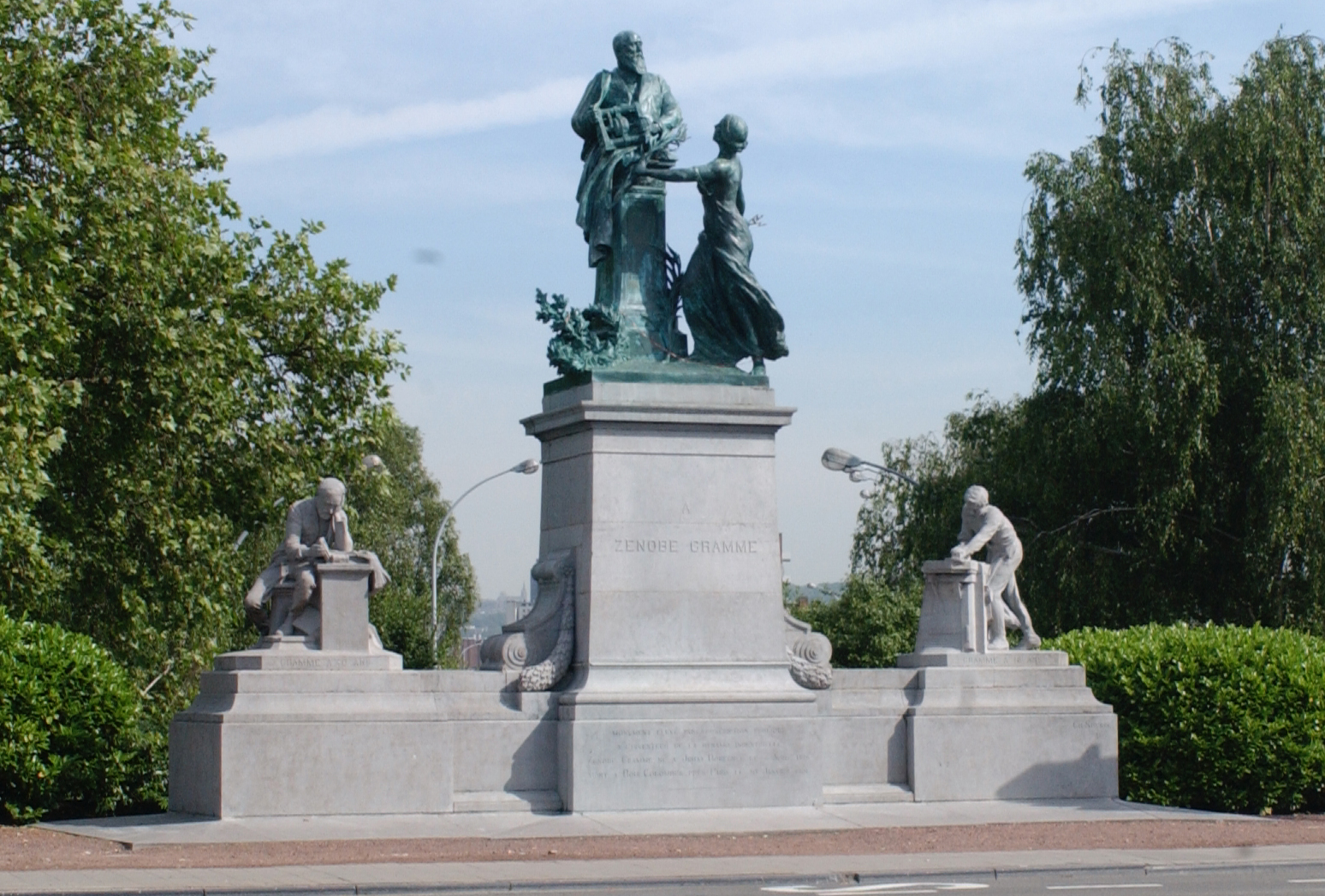
Le monument dédié à Zénobe Gramme.

Le monument dédié à Zénobe Gramme, inauguré le 7 octobre 1905 dans le cadre de l'Exposition Universelle de Liège, est l’œuvre du sculpteur belge Thomas Vinçotte, en collaboration avec l'architecte liégeois Charles Soubre.
Ce monument se dresse à la jonction entre le pont de Fragnée et le pont de Fétinne sur le square qui porte le nom de l'illustre inventeur, à la fin du XIXe siècle, de la dynamo électrique.
Au centre, posé sur un haut socle, trône le buste en bronze de Zénobe Gramme, qui tient sa dynamo. Une femme (symbole probablement d'une muse inspiratrice ou de la récompense bien méritée) se tient à côté, ses mains enserrant des palmes glorieuses et des foudres électriques.
En bas, les statues en pierre représentent Gramme à 18 ans, quand il exerce son premier métier de menuisier ; et à 40 ans, quand il médite sur sa fameuse invention.

### Sans titre
Sans titre, Nic Joosen, 2003, Angleur, rond-point de la porte des Ardennes.

## Avroy

### Parc d'Avroy

#### Statue équestre de Charlemagne

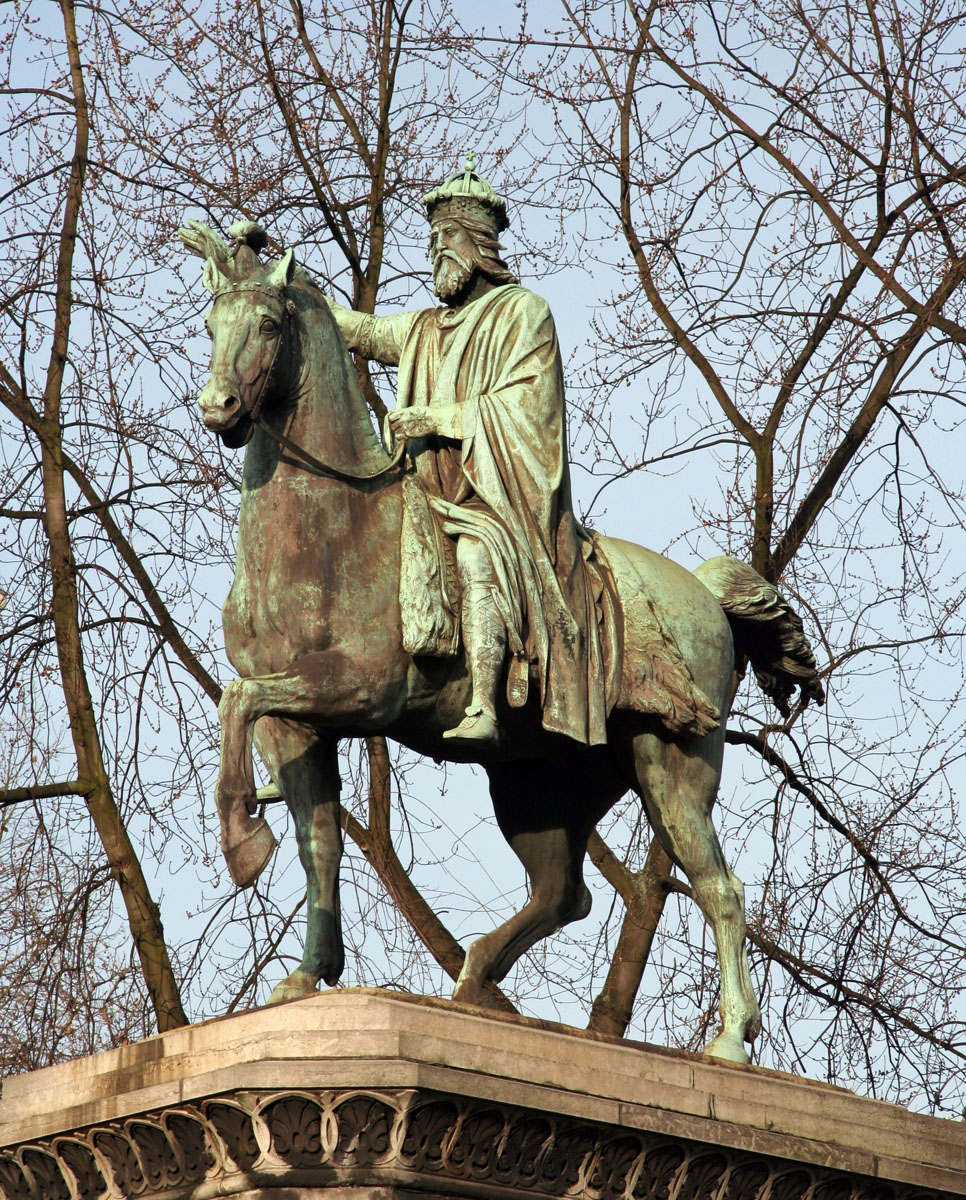
Statue équestre de Charlemagne

En 1855, Louis Jehotte, alors professeur de sculpture à l'Académie des Beaux-Arts de Bruxelles, propose à la Ville de Liège de réaliser une statue équestre de Charlemagne. Cette sculpture en bronze, prévue initialement pour la place Saint-Lambert, surmonte un socle en pierre. Ce socle comporte six niches, accueillant chacune une statuette illustrant un ancêtre de l'empereur carolingien : Begge d'Andenne, Pépin de Herstal, Charles Martel, Bertrude, Pépin de Landen et Pépin le Bref. Il est orné également de médaillons, de colonnettes, de motifs végétaux et de l'aigle impérial. Une inscription latine rappelle que Charlemagne fut « grand dans la guerre, plus grand encore dans la paix ».
La statue est finalement érigée sur le boulevard d'Avroy et inaugurée en 1868.
En 1876, l'imposant socle est endommagé et sa partie inférieure est remplacée en 1897, après la mort du sculpteur.
Ce monument s'inscrit dans la tradition des statues équestres, remontant à l'Antiquité.
Le 14 décembre 2011, la statue est démontée et emmenée en atelier à Périgueux, en Dordogne en vue d'une restauration complète. La statue fait son retour au parc d'Avroy le 11 septembre 2012.

#### Monument à la mémoire de Charles Rogier

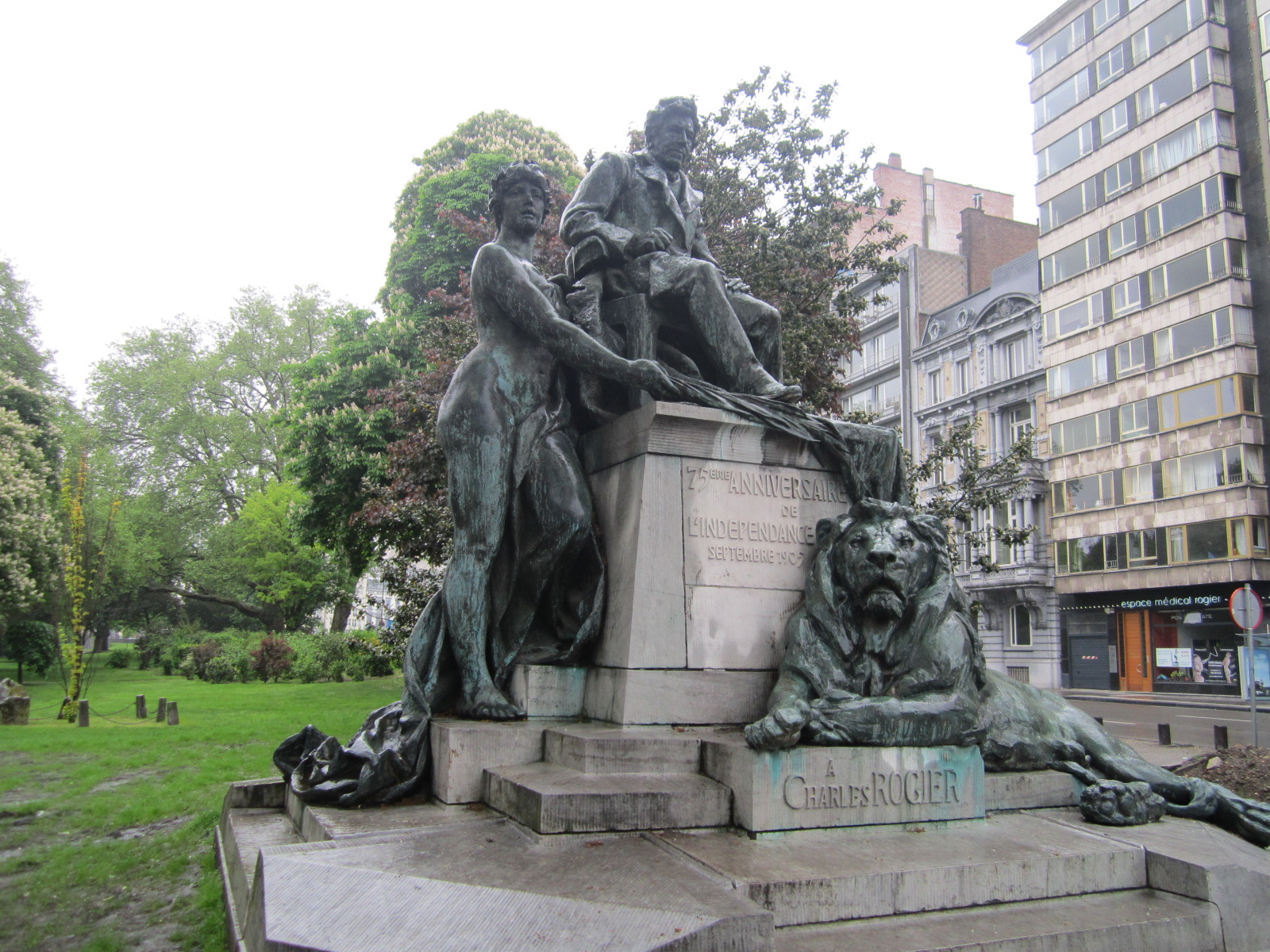
Monument à la mémoire de Charles Rogier.

La statue dédiée à Charles Rogier est inaugurée en le 17 novembre 1905 à l'occasion de l'Exposition universelle de 1905 et du 75e anniversaire de l'indépendance du pays. Le monument est l'œuvre du sculpteur Camille-Marc Sturbelle et de l'architecte liégeois Paul Jaspar.
Il est situé à l'angle du boulevard d'Avroy, antique promenade du vieux Liège, et de l'avenue Blonden, le boulevard de la ville neuve.
La femme plantureuse symbolise la Patrie, et le lion est un emblème fréquent pour désigner la Belgique.

#### Monument national à la Résistance

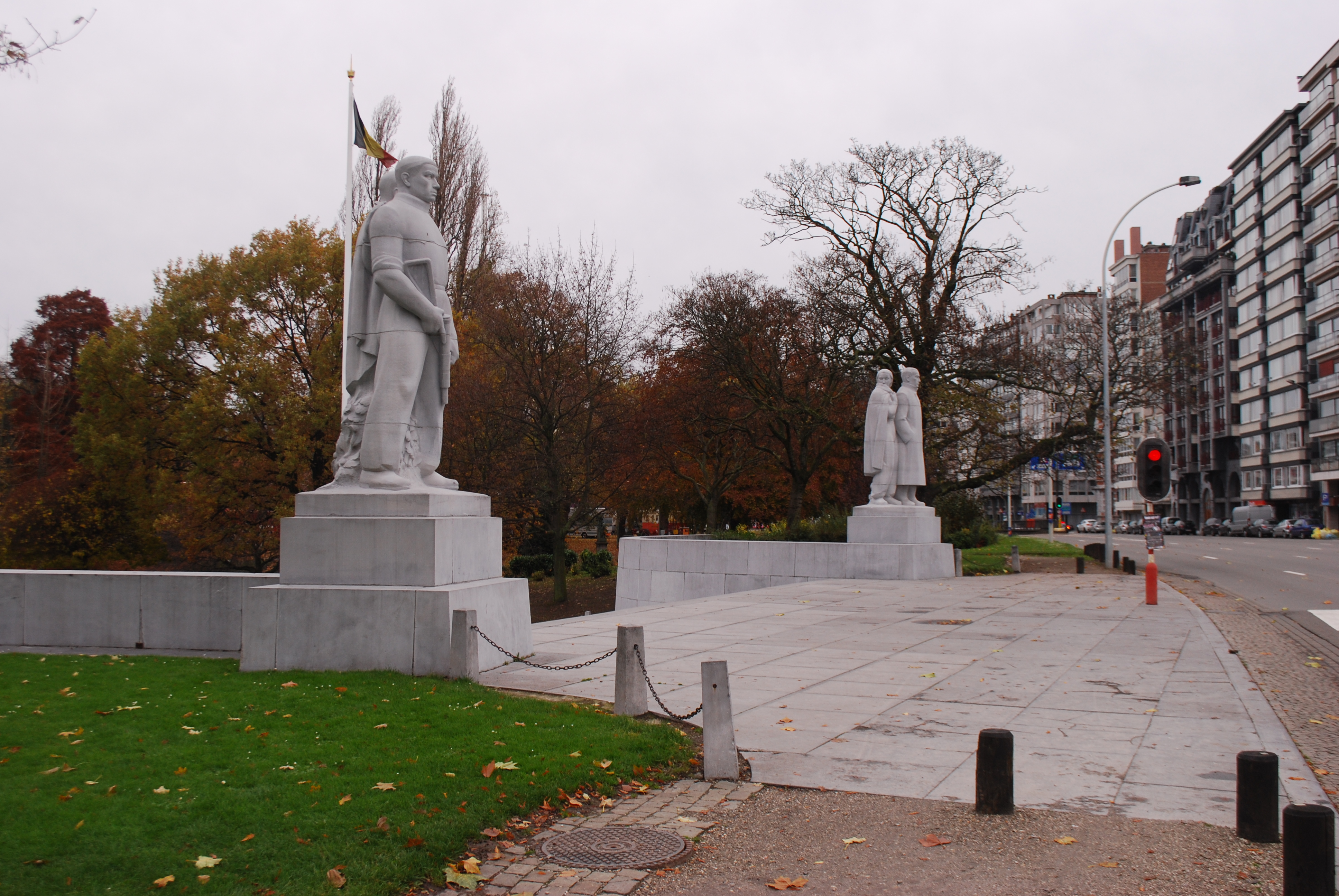
Monument national à la Résistance.

Le monument, réalisé par l'architecte Paul Étienne et du sculpteur Louis Dupont, est érigé dans la ville qui fut à la pointe du combat mené par la Résistance contre l'occupation nazie, il a été inauguré le 8 mai 1955, date anniversaire de la reddition allemande. Le groupe de gauche évoque la Résistance armée ; celui de droite, la Résistance intellectuelle. Sur les flancs du reliquaire en bronze doré sont gravées des figures représentant la presse clandestine, l'Union des services de renseignement et d’action et la Résistance armée et civile.
Le choix d'ériger cette œuvre à Liège est le reflet de l'importante activité de « l'armée de l'ombre » dans la Cité ardente. Les neuf provinces de l'époque sont représentées sous la forme de médaillons entourant l'urne reliquaire recelant les cendres de résistants inconnus du camp de Flossenbürg en Allemagne. Il ne s'agit donc pas de mettre en avant des personnalités, mais l'action commune d'une partie de la population.

#### Banc Jean d'Ardenne
Le Banc Jean d'Ardenne est une œuvre de Louis Dupont et Camille-Marc Sturbelle, avec une plaque par Simone Plomdeur, dédiée à « l'ami des arbres et des sites » Léon Dommartin, connu également sous le pseudonyme Jean d'Ardenne,.

#### Œuvres antiques
- Laocoon: copie du Groupe du Laocoon, œuvre des Rhodiens Agésandros, Athénodore et Polydore, vers 40 av. J.-C., situé au musée Pio-Clementino du Vatican. La sculpture est en fonte moulée du Val d'Osne
- Lutteurs

- Persée: la statue de Persée réalisée en 1880-1881 est une œuvre en fonte de Charles Veeck issue des fonderies du Val d'Osne. Il s'agit d'une reproduction de Persée tenant la tête de Méduse de Benvenuto Cellini se trouvant à Florence[7].

- Gladiateur Borghese
- Silène
- Polymnie

### Monument Walthère Frère-Orban

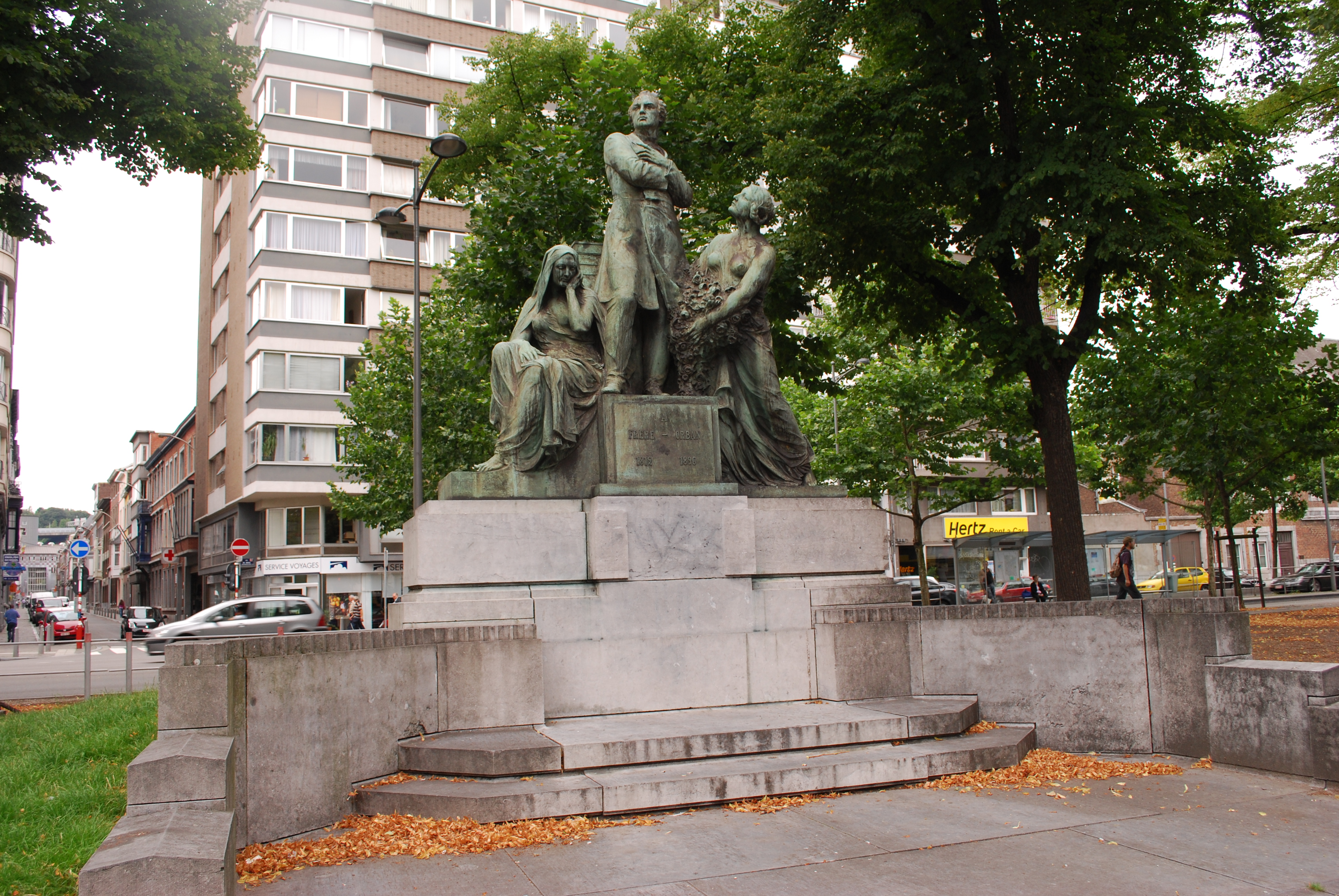
Statue de Walthère Frère, époux Orban.

Sculpteur Paul Du Bois à proximité du parc d'Avroy

### Bas-reliefs du lycée Léonie de Waha

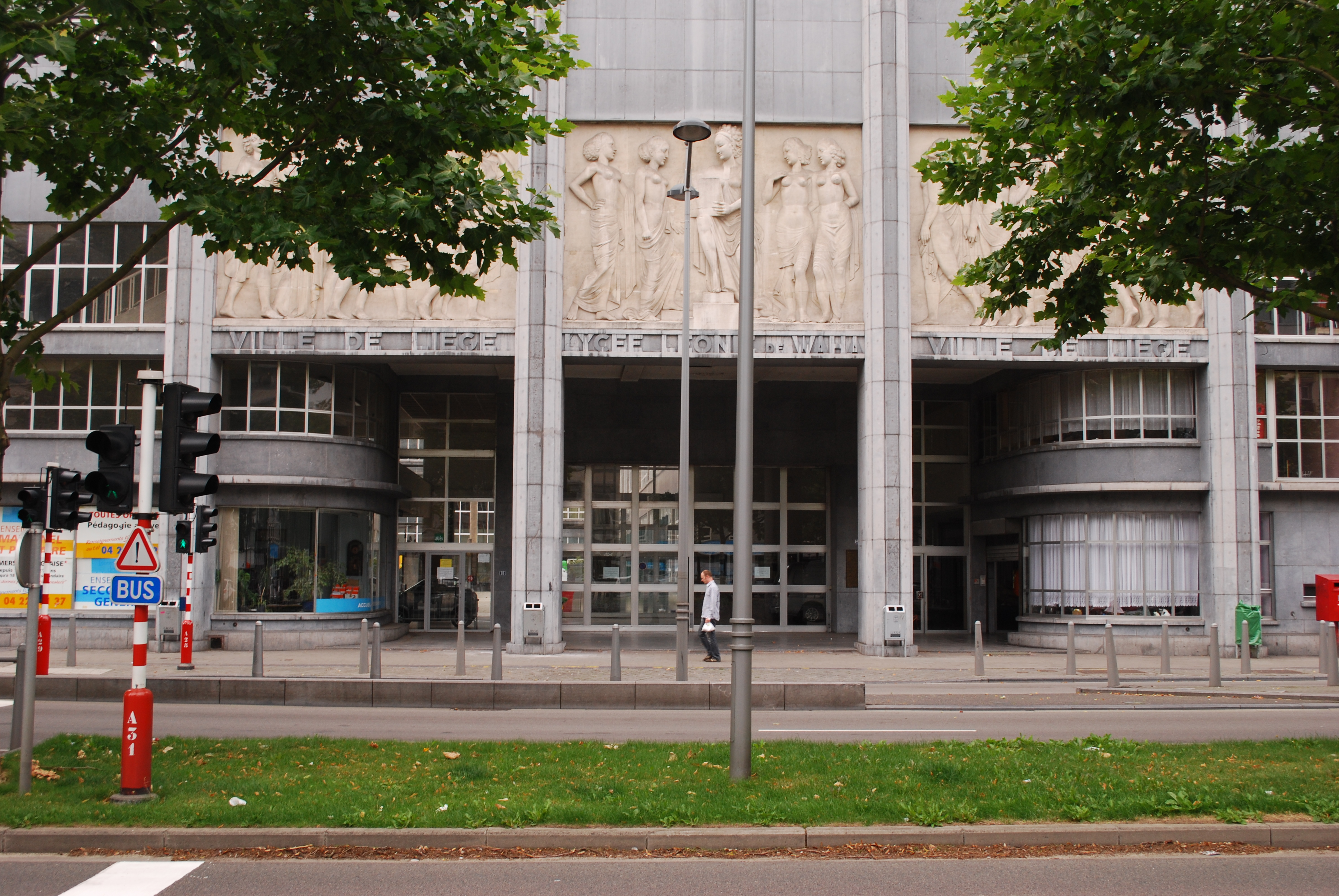
Bas-reliefs du lycée Léonie de Waha

L’Étude, d'Adelin Salle, et l'Insouciance de la jeunesse de Louis Dupont et Robert Massart datant de 1937 sur la façade de Lycée Léonie de Waha.

## Centre

### Hôtel de Ville

#### Statue de la reine Astrid présentant le prince de Liège
Réalisée en 1937 par le sculpteur Adelin Salle, cette statue d'1,90 m en marbre blanc représente la Reine Astrid présentant le prince Albert aux liégeois depuis le balcon de l'Hôtel de ville de Liège le 7 juillet 1935,.
Elle est située dans une niche de la salle des pas perdus.

### Place du Marché

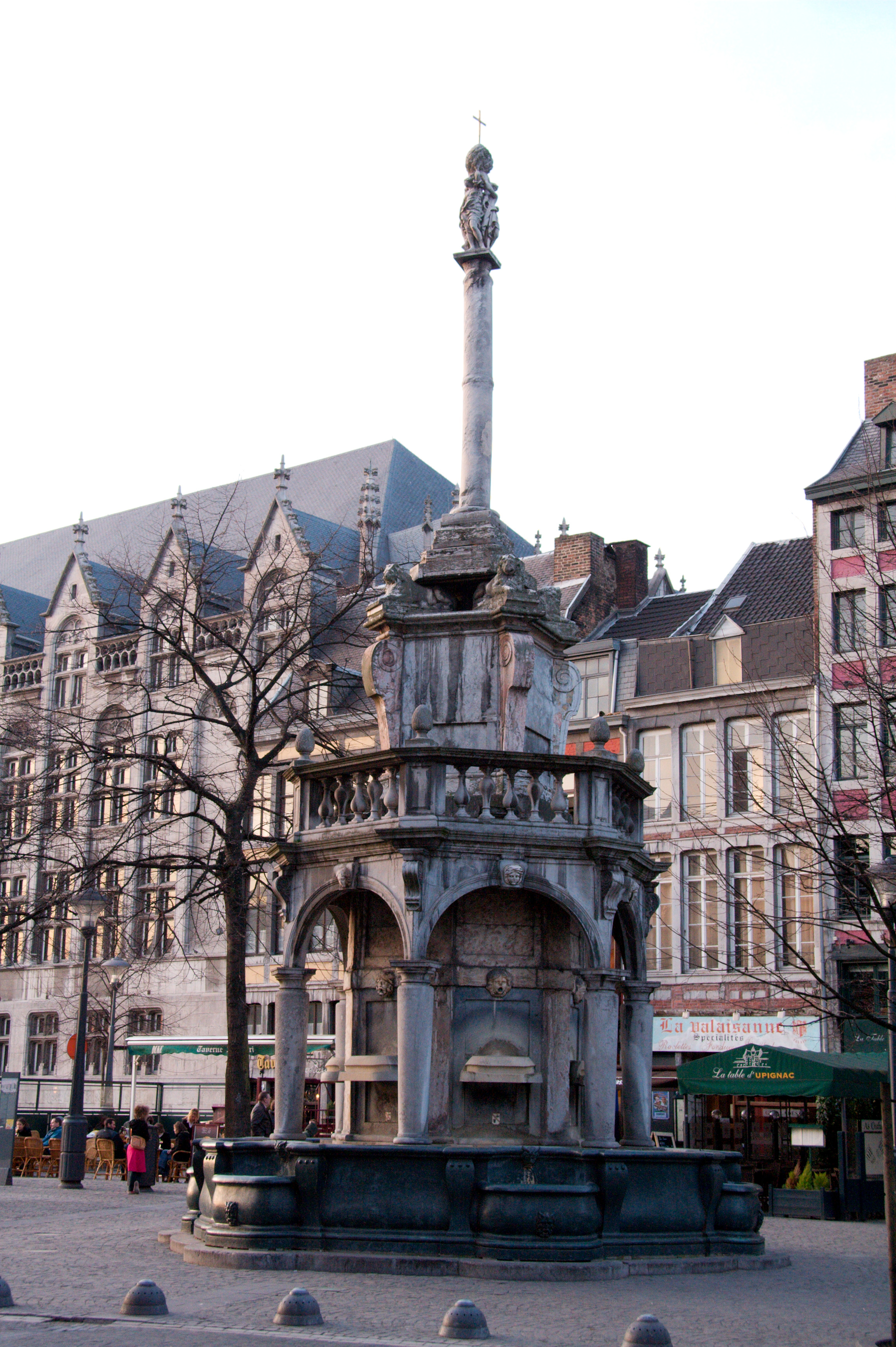
Le perron liégeois vu du côté de l'Hôtel de ville de Liège

#### Perron
Patrimoine classé (1936, no 62063-CLT-0026-01)
Le perron et la fontaine sous leur forme actuelle sont l’œuvre de Jean Del Cour. Le perron reversé par un vent violent le 9 janvier 1693 fut réparé par le statutaire liégeois. Il y ajouta trois statues (trois Grâces) en marbre blanc soutenant la pomme de pin et 6 bustes de même matière qui décoraient les arcades de la fontaine. Ces bustes furent déplacés par les bourgmestres Michel-Nicolas de Lohier et Louis-Lambert de Liverlo en 1717 dans le vestibule de l'Hôtel de ville où ils se trouvent encore au-dessus des portes.
La fontaine élevée par Jean Del Cour a été démolie en 1848 et reconstruite sur les plans primitifs. Elle a été livrée à l'usage du public en juillet 1864.

#### Fontaine de la Tradition
La fontaine de la Tradition datant de 1719 est aussi appelée fontaine des Savetresses parce qu'autrefois, les jours de marché, c'était autour d'elle que se regroupaient les vendeurs de souliers (savetiers). D'ailleurs, elle se trouve sur une place appelée place du Marché
Il y avait une fontaine sœur à l'opposé du perron qui n'existe plus depuis 1921. 
La construction en pierre, y compris les quatre coquilles placées aux coins de la fontaine et qui recueillent l'eau jaillissant des mascarons à visage humain, a été entreprise par I.J. Cramillon pour la somme de 700 florins. Une des faces comporte un panneau de bronze frappé des armoiries du prince-évêque Joseph-Clément de Bavière et des deux bourgmestres de l'an 1719 : Nicolas-Dieudonné de Trappé et Jacques-Mathias de Lambinon ainsi que l'inscription « faite par Pierre Levache » qui révèle le nom du fondeur. Ce panneau provient d'une fontaine antérieure.
Trois autres panneaux en bronze furent placés en 1930 et représentent en bas-relief des scènes de la vie populaire liégeoise : la cramignon, les marionnettes et les botteresses. Ceux-ci sont l’œuvre de Georges Petit. C'est à cette époque que la fontaine pris le nom de « de la Tradition ».
L'ensemble s'achève par un couronnement mouluré, à nouveau orné de blasons et surmonté de la pomme de pin.
En 2012, la fontaine est démontée pour être rénovée, les marches et les vasques ont été replacées en octobre 2013 et le reste de l'édifice retrouve sa place en avril 2014. Lors du démontage, des traces d'une fontaine plus ancienne ont été découvertes.

### Façade néogothique ouest du Palais provincial

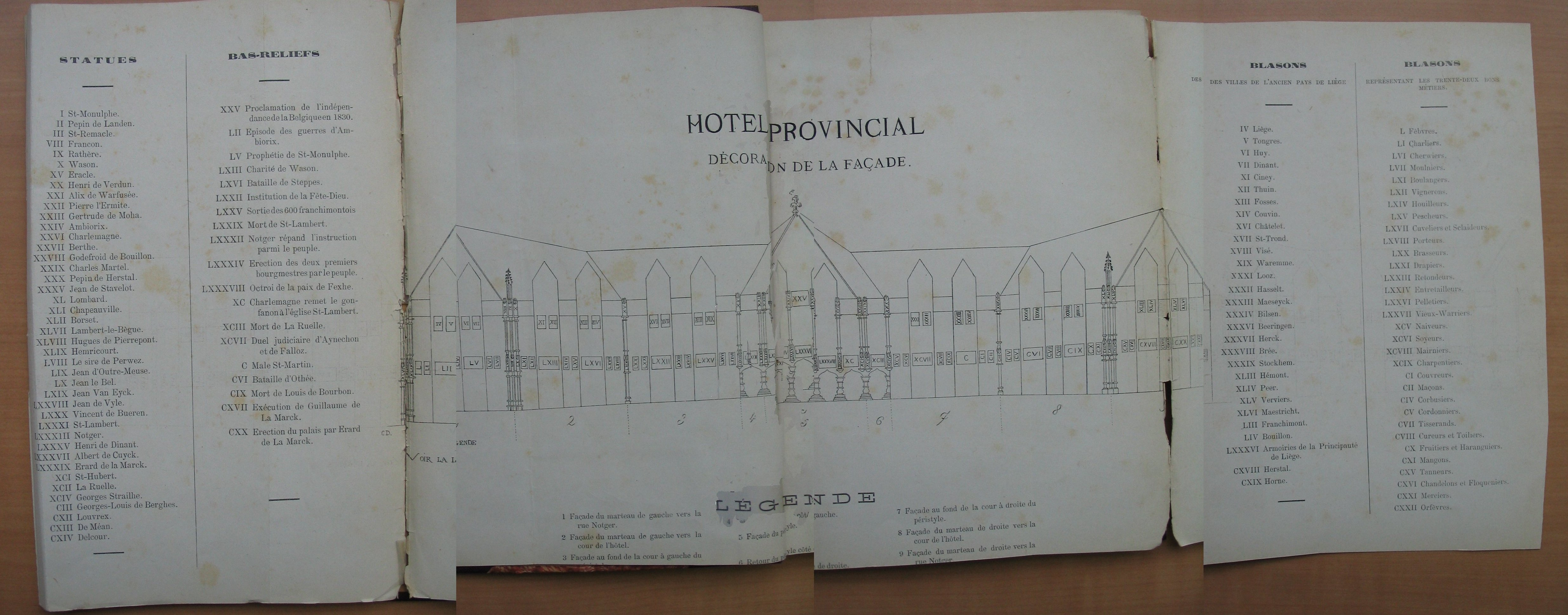
Plan de la façade ouest du palais provincial.

La façade ouest du Palais provincial de Jean-Charles Delsaux, réalisée dans la seconde moitié du XIXe siècle, ne comporte pas moins de 42 statues, 19 bas-reliefs représentant des faits marquants de l'histoire de Liège et 60 blasons (villes de la Principauté et corporations) réalisés par 12 sculpteurs sous la conduite de Lambert Noppius. Parmi les sculpteurs, on trouve Jules Halkin, Léon Mignon, Mathieu et Alphonse de Tombay,…

### Statue de Simenon
Statue de représentant Simenon assis sur un banc, cette œuvre se situe derrière l'Hôtel de ville, Place Commissaire Maigret.

### L'Ombre
L'Ombre est une œuvre de l'artiste liégeoise Mady Andrien, réalisée en 2002, située dans le jardin Jean-Bernard Lejeune traversé par la rue Louvrex.

### Statue Montefiore-Levi
Georges Montefiore-Levi meurt à Bruxelles en 1906. Dès 1908, la Province de Liège souhaite, par une œuvre publique, rendre hommage « aux philanthropes qu’étaient les époux Montefiore-Levi »
 et organise à cette fin un concours, ouvert à tous les artistes belges. Oscar Berchmans, le sculpteur retenu, réalisée en 1911 ce bronze montrant « la Patrie protégeant ses enfants », qui est d'abord installé au square Notger, en face du palais des Princes-Évêques, près des degrés Saint-Pierre. Quand le square est détruit dans les années 1970, le monument Montefiore-Levi est démonté et entreposé dans un dépôt de la ville. Début 1995, il est restauré et installé en Féronstrée, dans la cour de l'hôtel Somzé.
En 2012, sous l'impulsion de l'urbaniste Claude Strebelle, la ville fait revenir le bronze près de son premier emplacement, et l'installe aux degrés des Dentellières,
entre Pierreuse et la rue du Palais
,.

## Cointe

### Mémorial Interallié
Le Mémorial Interallié est un mémorial construit après la Première Guerre mondiale. Le mémorial est constitué de l'église du Sacré-Cœur comme édifice religieux et d'une tour comme monument civil.

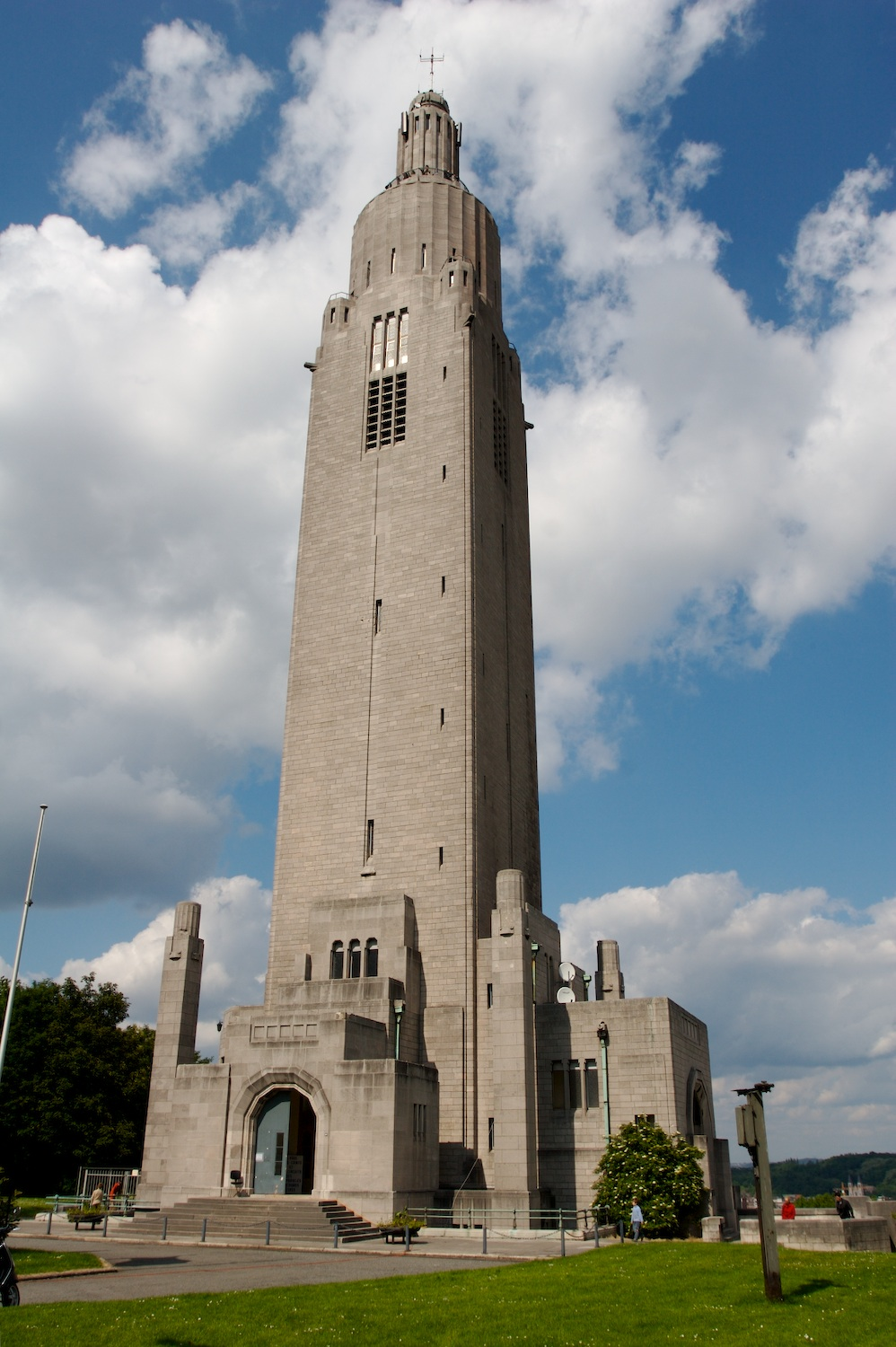
Le Mémorial Interallié
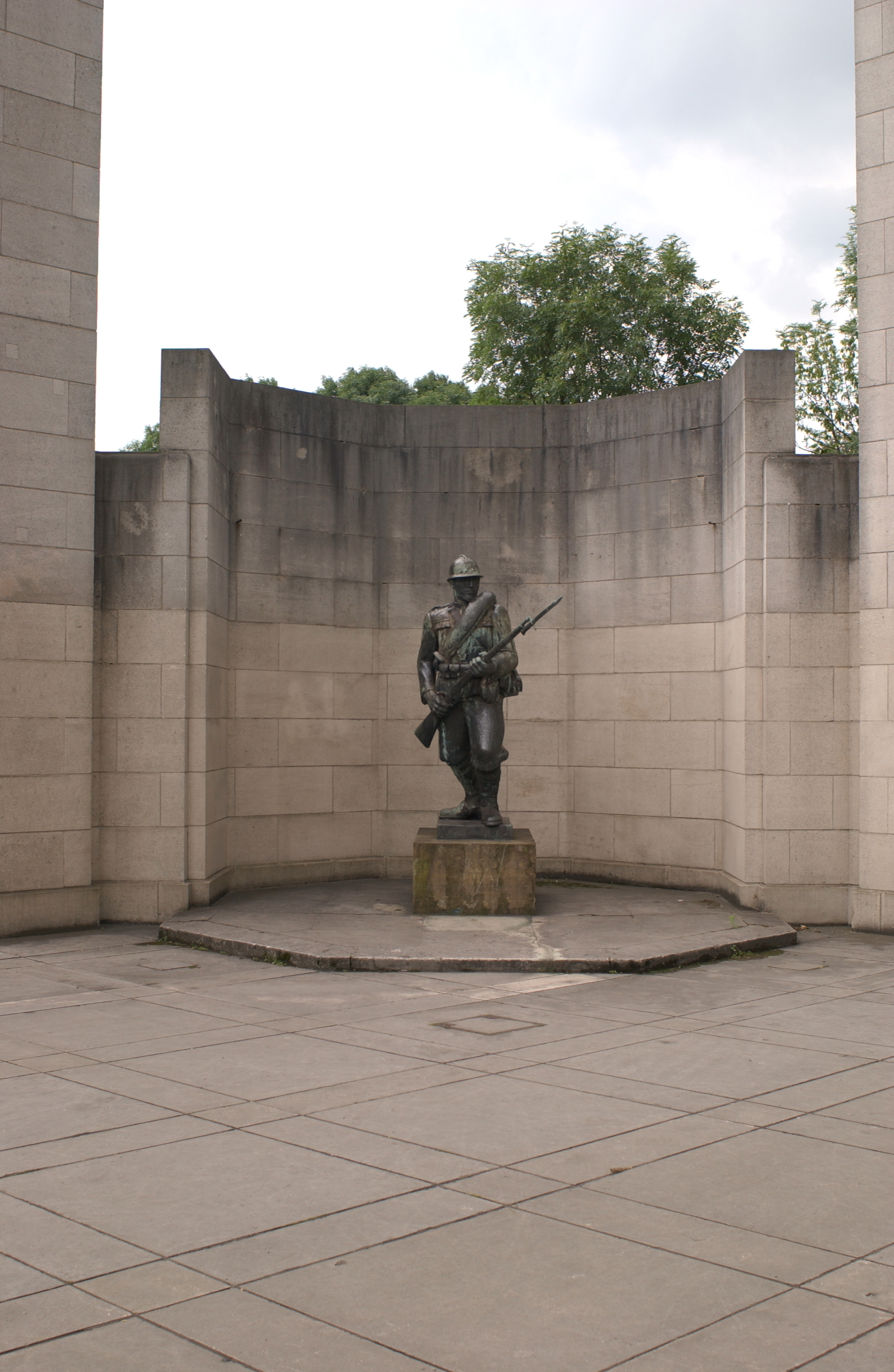
Statue du Mémorial représentant un soldat
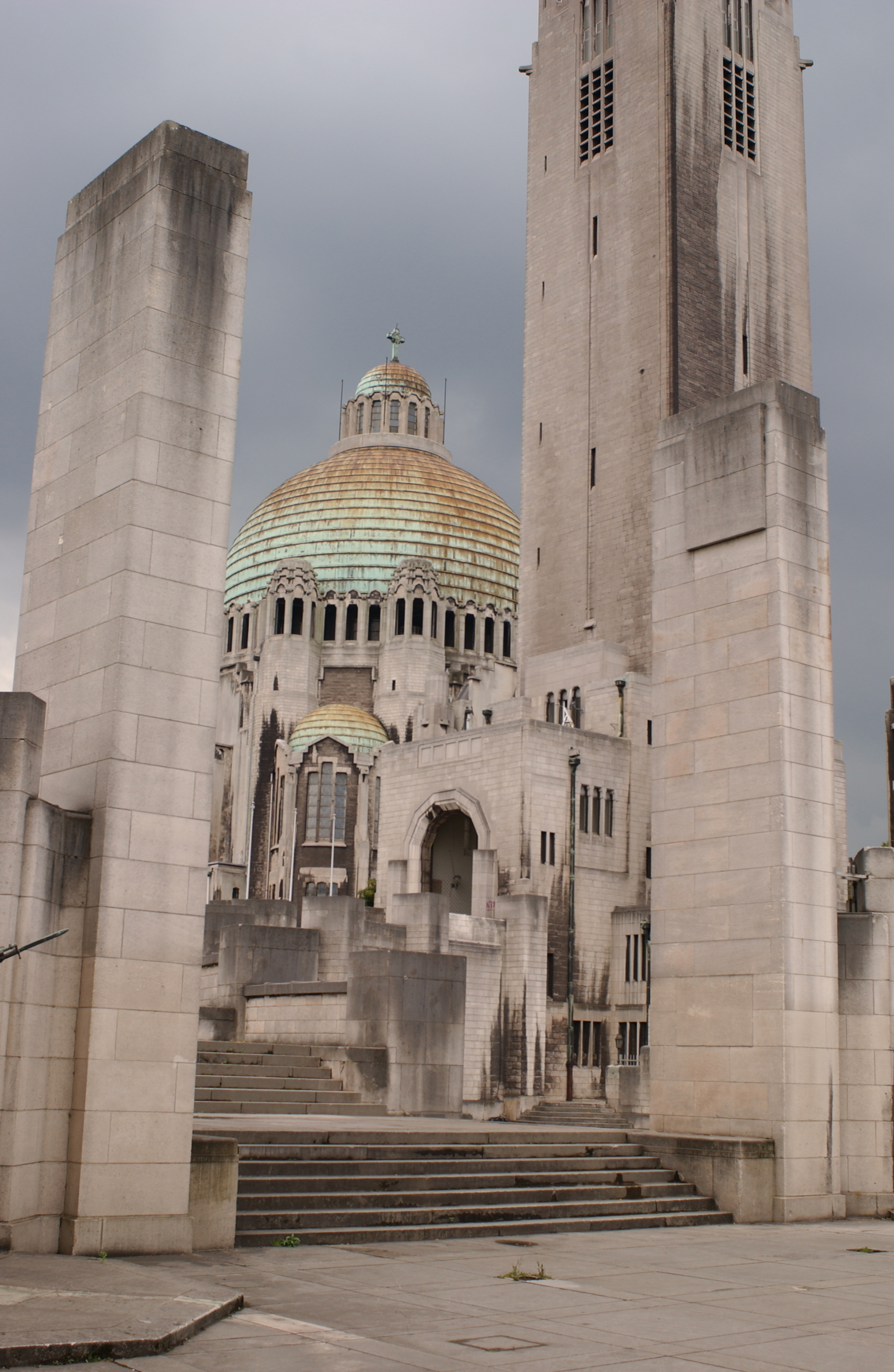
L'église du Sacré-Cœur

## Coronmeuse

### Mémorial AlbertIer
À l'entrée du canal Albert, statue monumentale de 1939 de Louis Dupont.

## Fétinne

### Le Rameur
Au bord de la Dérivation, en face du no 6 du quai Mativa, se trouve la sculpture Le Rameur, œuvre de l'artiste liégeoise Mady Andrien réalisée en 1998.

## Hors-Château

### Les Principautaires
Située place Saint-Barthélemy, cette œuvre en acier Corten est une commande du Groupe Cockerill-Sambre (ArcelorMittal, en 2006) à l'artiste Mady Andrien. Au sommet du plan incliné, onze ecclésiastiques, hiératiques, vêtus de leur lourd manteau, arborant la crosse et la mitre, toisent les petits personnages qui, à leurs pieds et sous leur nez, effectuent une farandole, symbole de leur joie de vivre et du peu de respect de l’autorité. Cette œuvre monumentale teintée d’humour célèbre les 175 ans de l’installation de son fondateur, l’Anglais John Cockerill, en terre liégeoise.

### Fontaine Saint-Jean-Baptiste

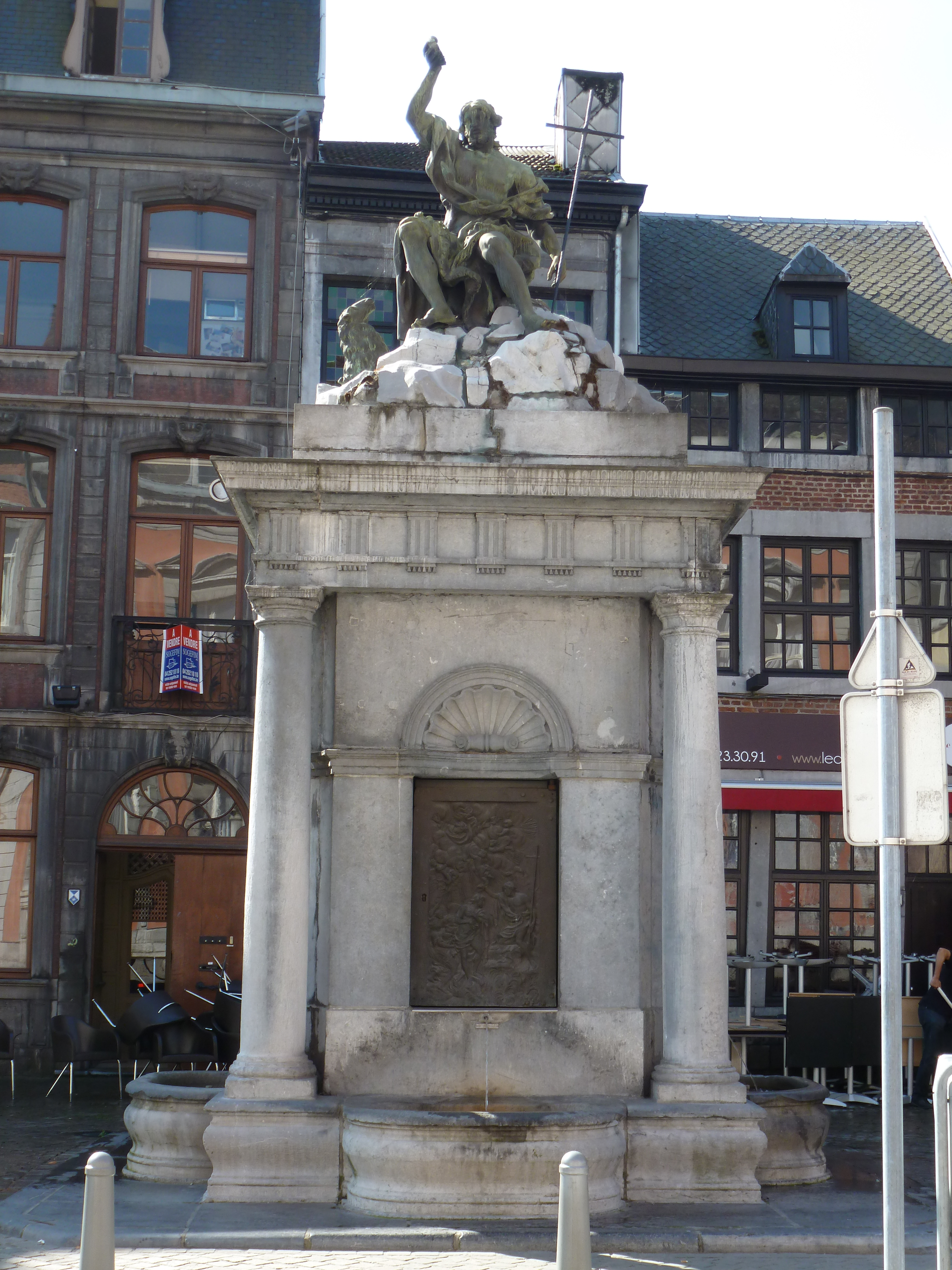
Fontaine Saint-Jean-Baptiste

La fontaine Saint-Jean-Baptiste datant du XVIIe siècle et située rue Hors-Château à la place d'une ancienne fontaine du XIVe siècle qui avait pour nom Pixherotte ou Pisseroule se trouvait à peu près au même emplacement. Le groupe en bronze de Saint-Jean-Baptiste et les bas-relief en bronze sont premières œuvres de Jean Del Cour après son retour de la ville éternelle, Rome. 

### Deux jeunes filles qui se coiffent les cheveux
Appelée également Confluence est une sculpture de Idel Ianchelevici, placée au pied de la Cité administrative.

### Tikal
La sculpture-fontaine Tikal réalisée en 1982 par les artistes Anne et Patrick Poirier s'étend dans la longueur de la cour Saint-Antoine. La fontaine en forme d'obélisque est reliée à la pyramide d'inspiration maya par une rigole
.

## Les Terrasses

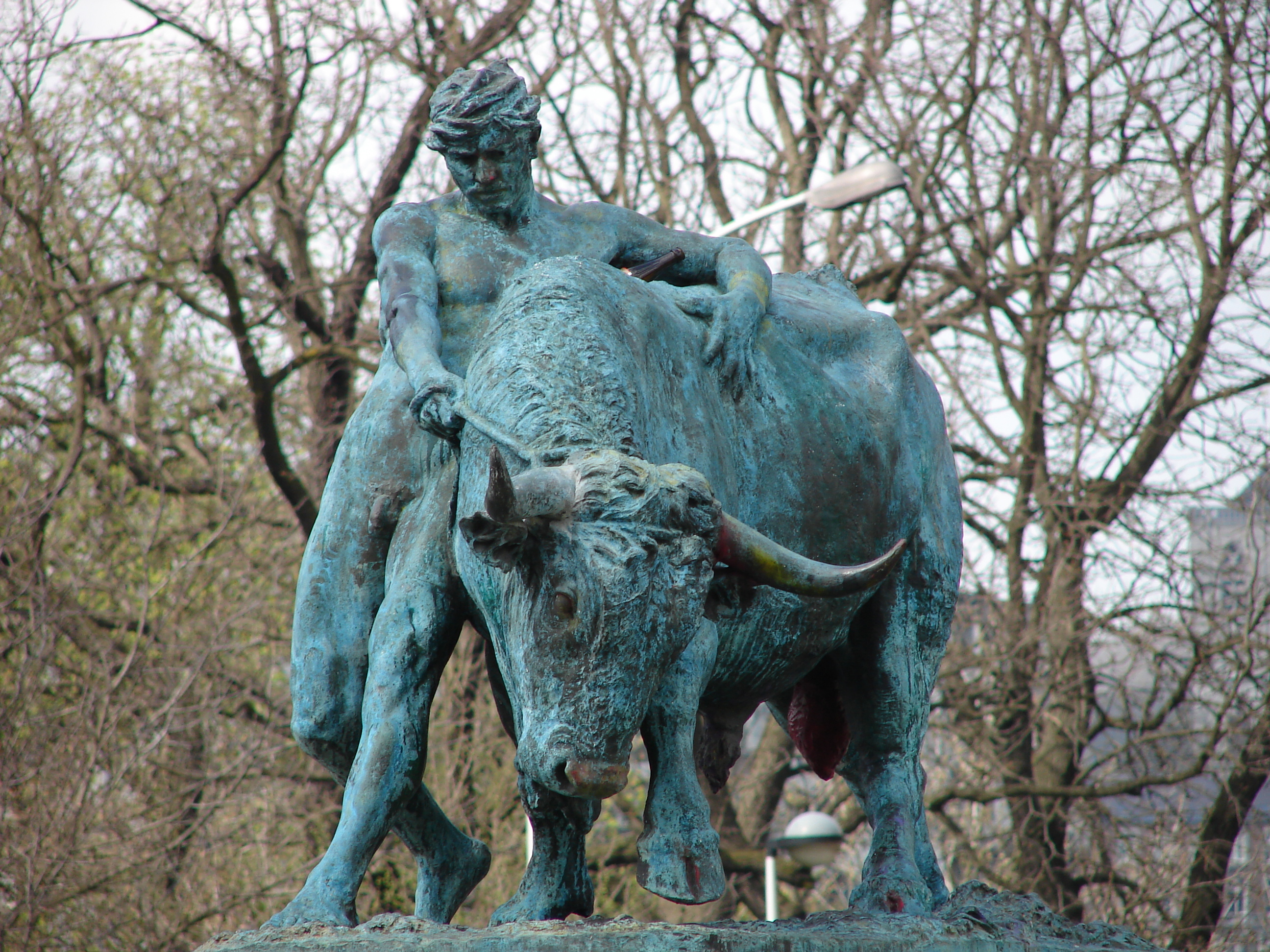
Li Tore
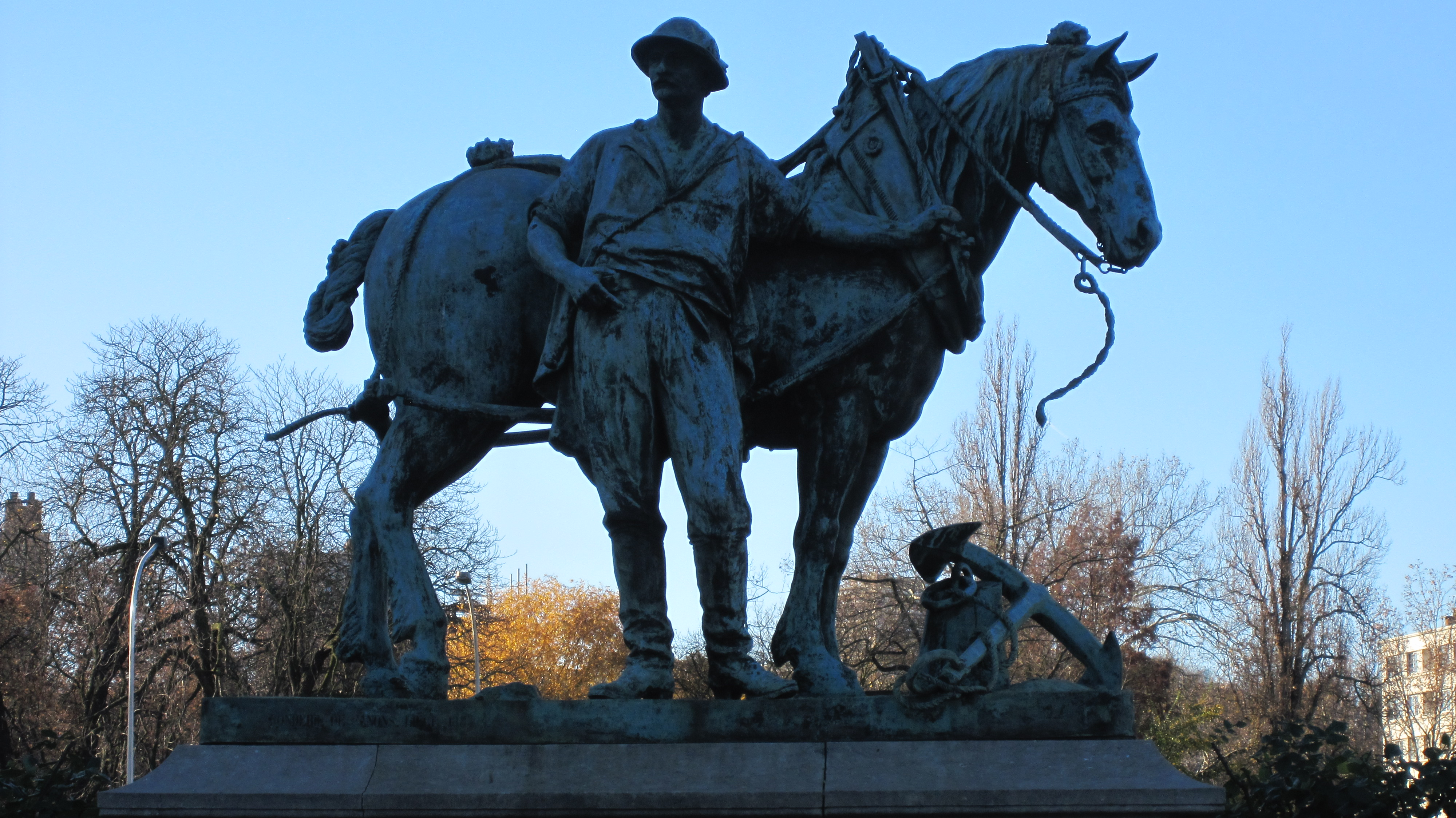
Le cheval de halage
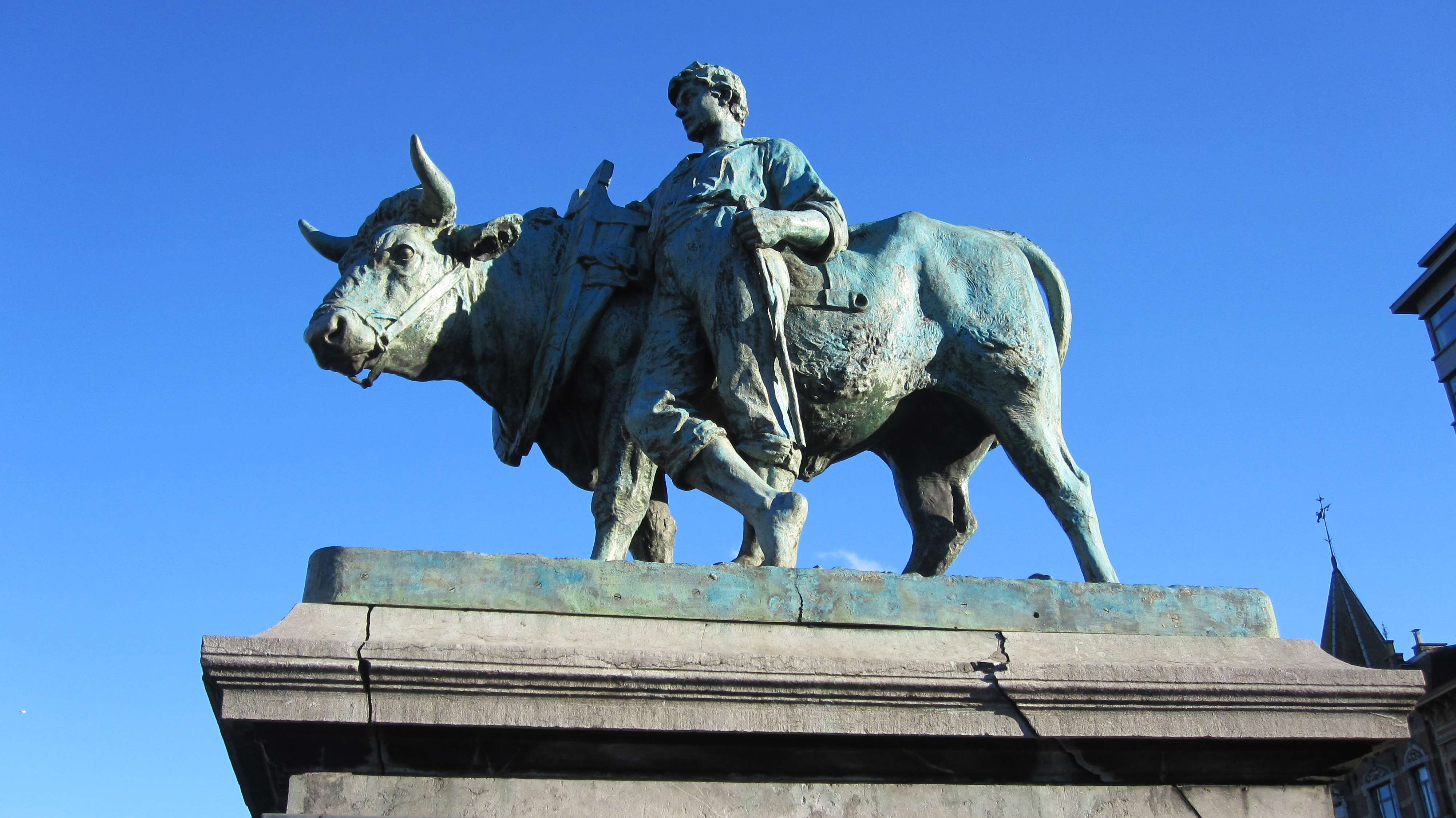
Le Bœuf au repos
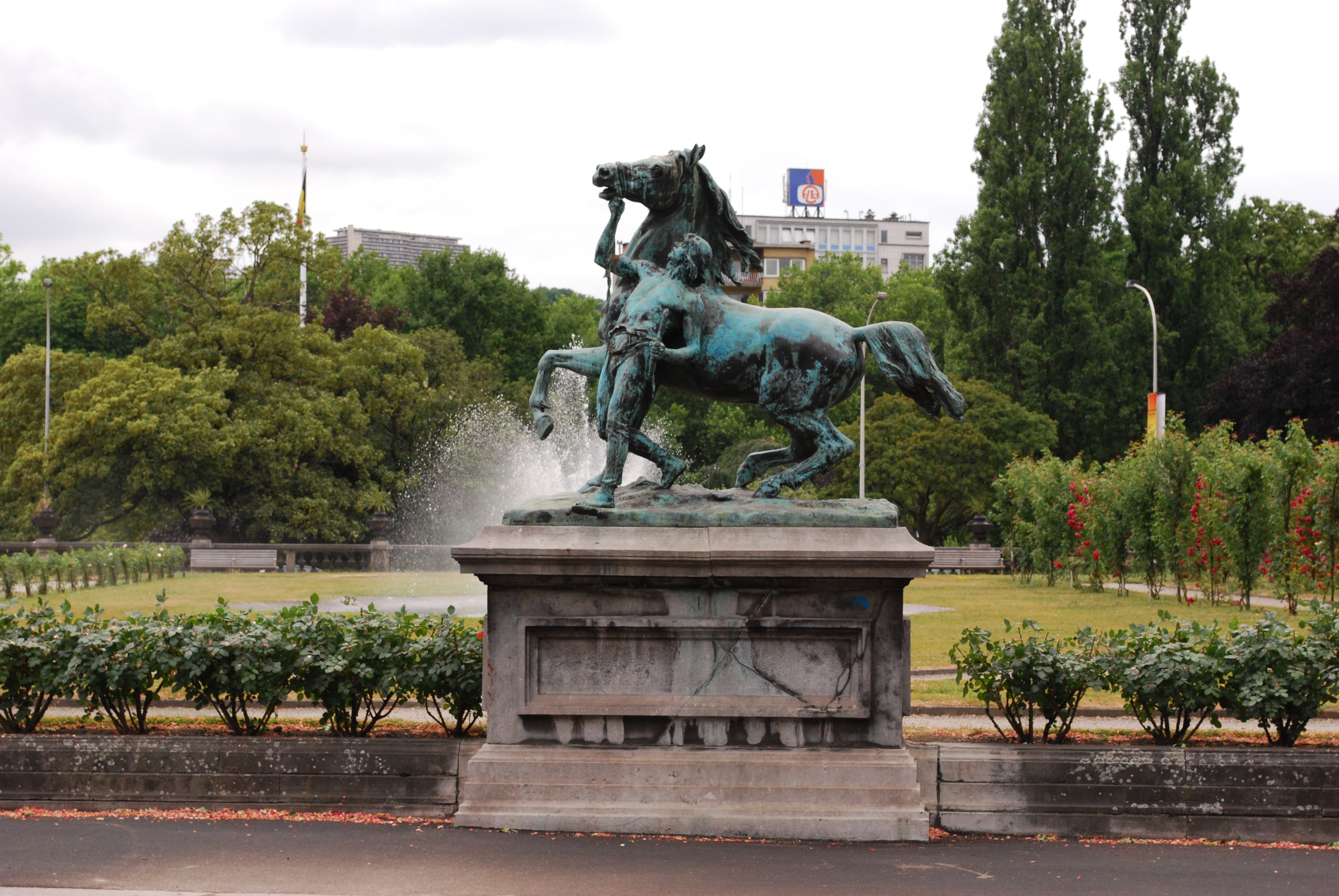
Le cheval dompté

### Li tore
Li Tore (dénomination populaire du Dompteur de taureau) est une sculpture de Léon Mignon qui obtint la médaille d'or au salon de Paris en 1880. Elle est installée aux Terrasses, au coin du pont Albert 1er et de l'avenue Rogier, en plein centre de Liège.

### Le cheval du batelier et son conducteur
Le cheval de halage ou Le cheval du batelier et son conducteur est une sculpture de Jules Halkin datant de 1885.

### Bœuf au repos
Le Bœuf au repos est une sculpture de Léon Mignon datant de 1885-1886.

### Le cheval dompté
Le cheval dompté ou Le cheval dompté par l'homme est une sculpture d'Alphonse de Tombay datant de 1885.

## Outremeuse

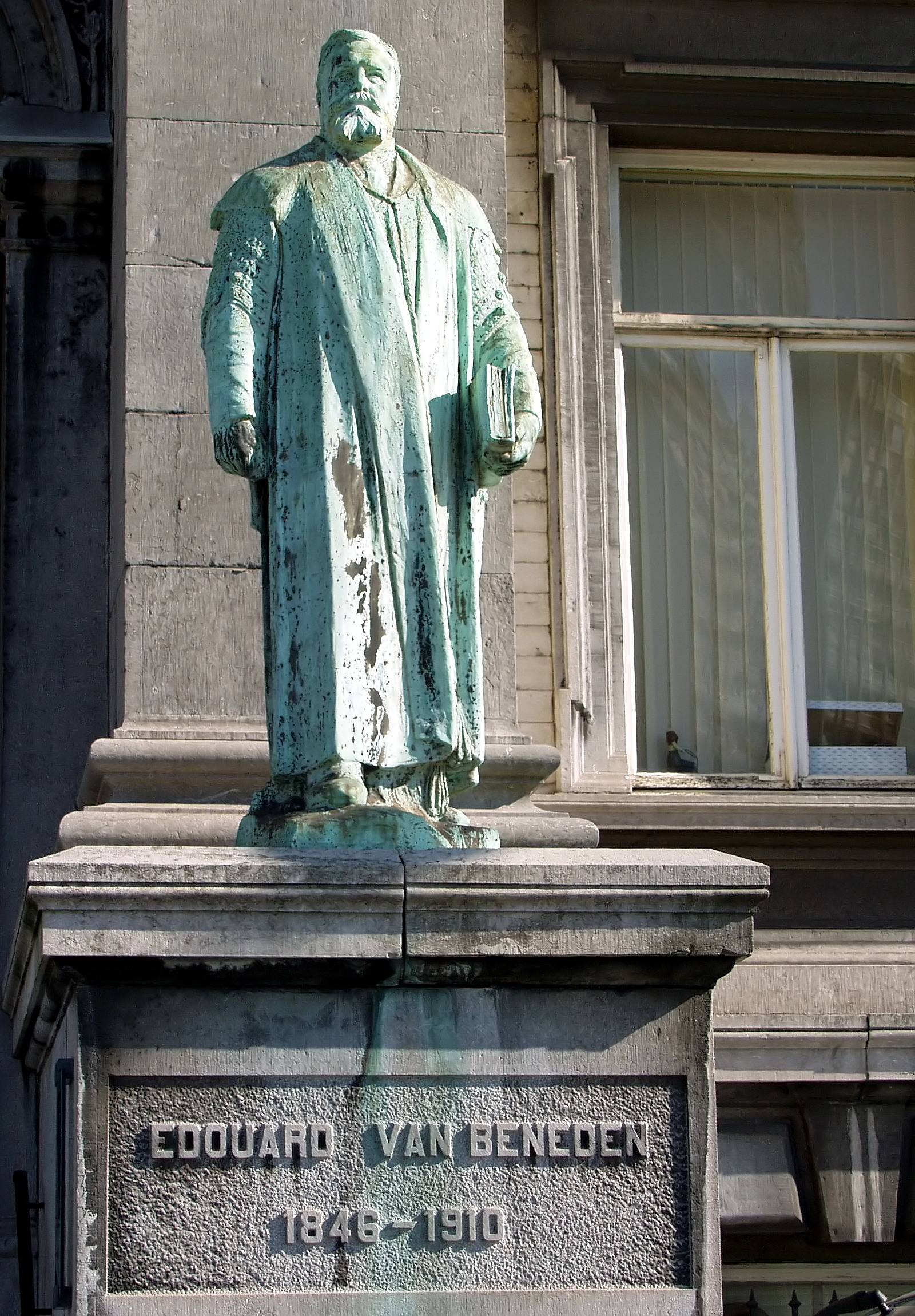
Statut d'Édouard Van Beneden devant l'Institut de Zoologie
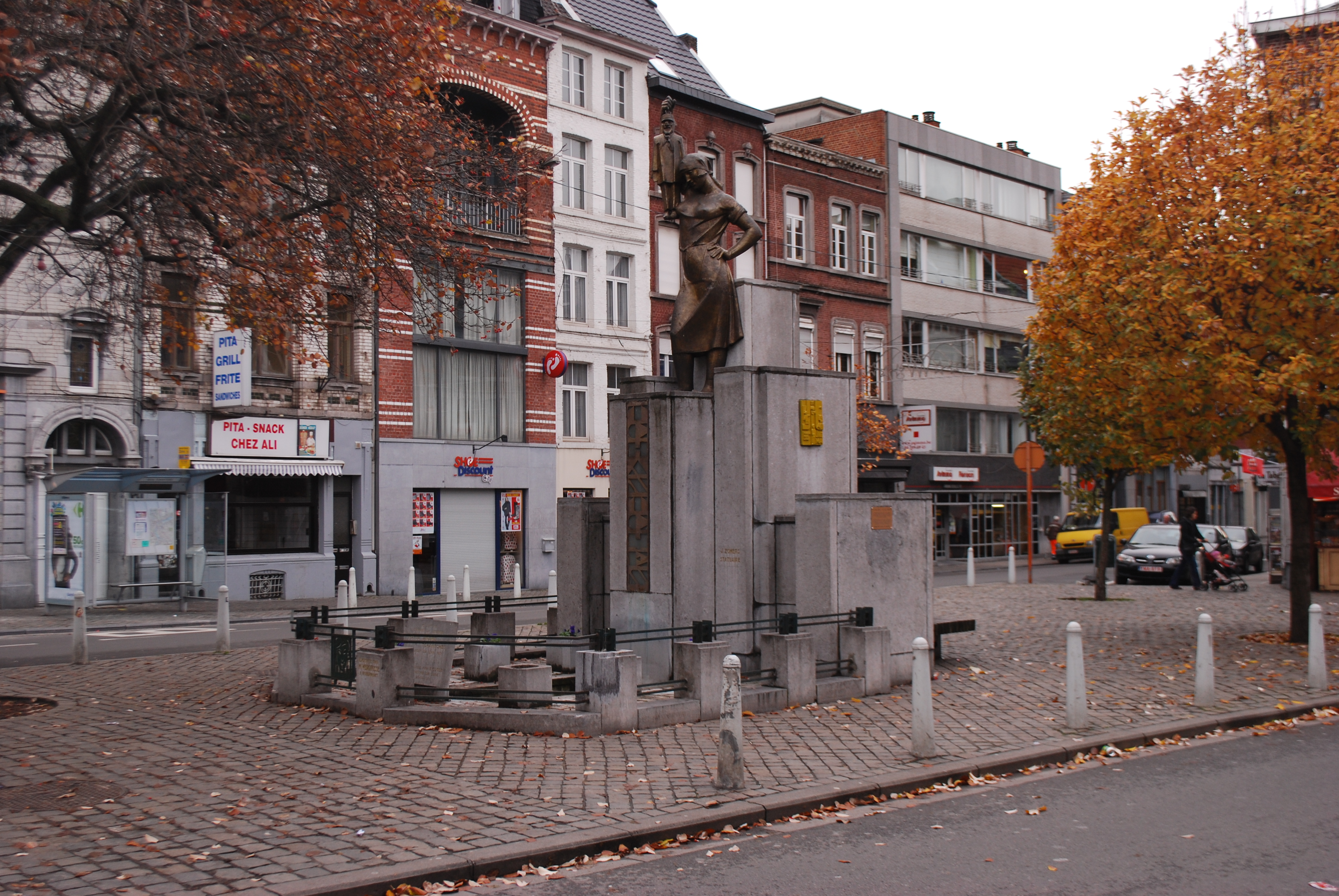
Le monument Tchantchès dans le cœur du quartier d'Outremeuse
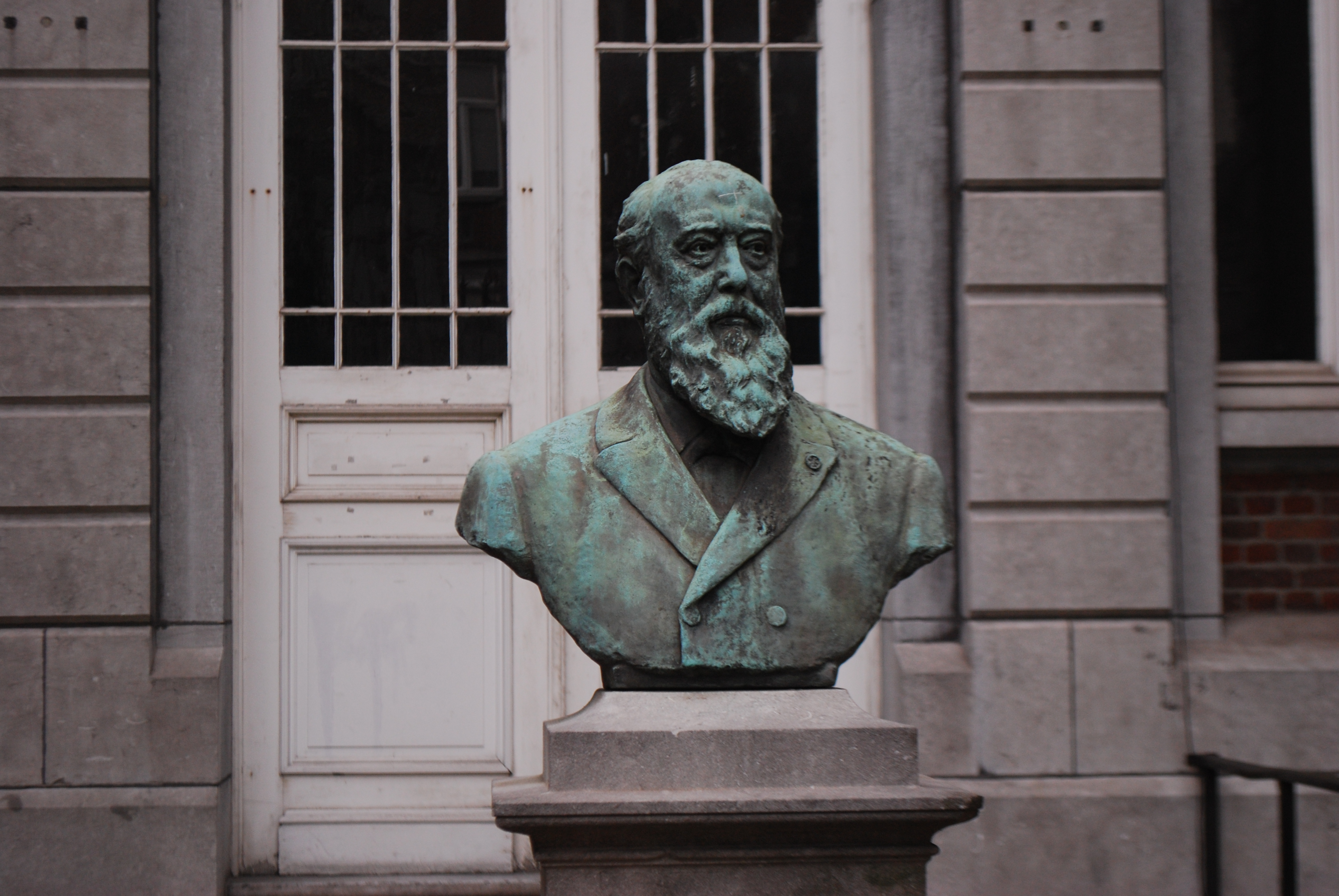
Le buste de Zénobe Gramme devant l'athénée Saucy
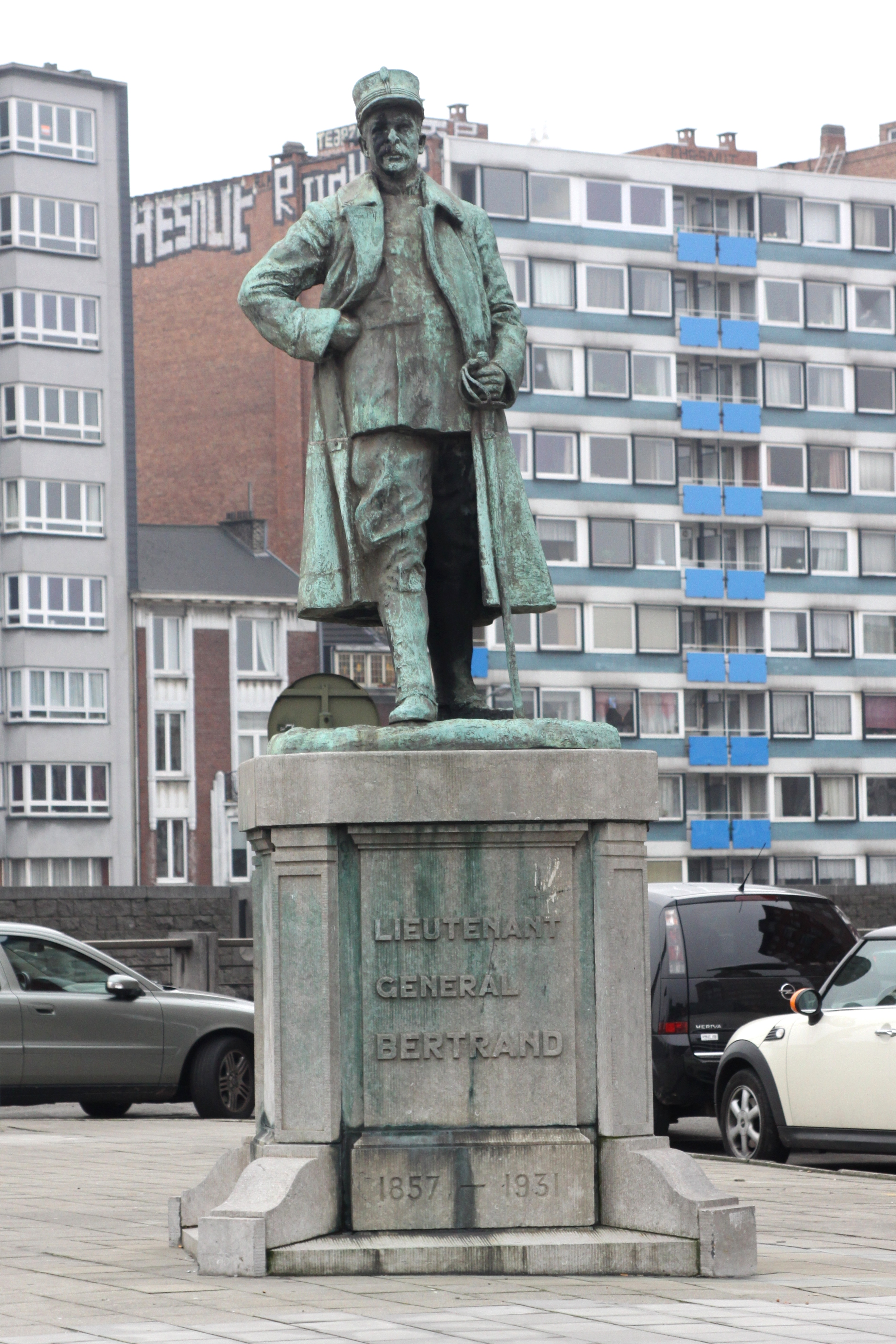
Statue du lieutenant général Bertrand
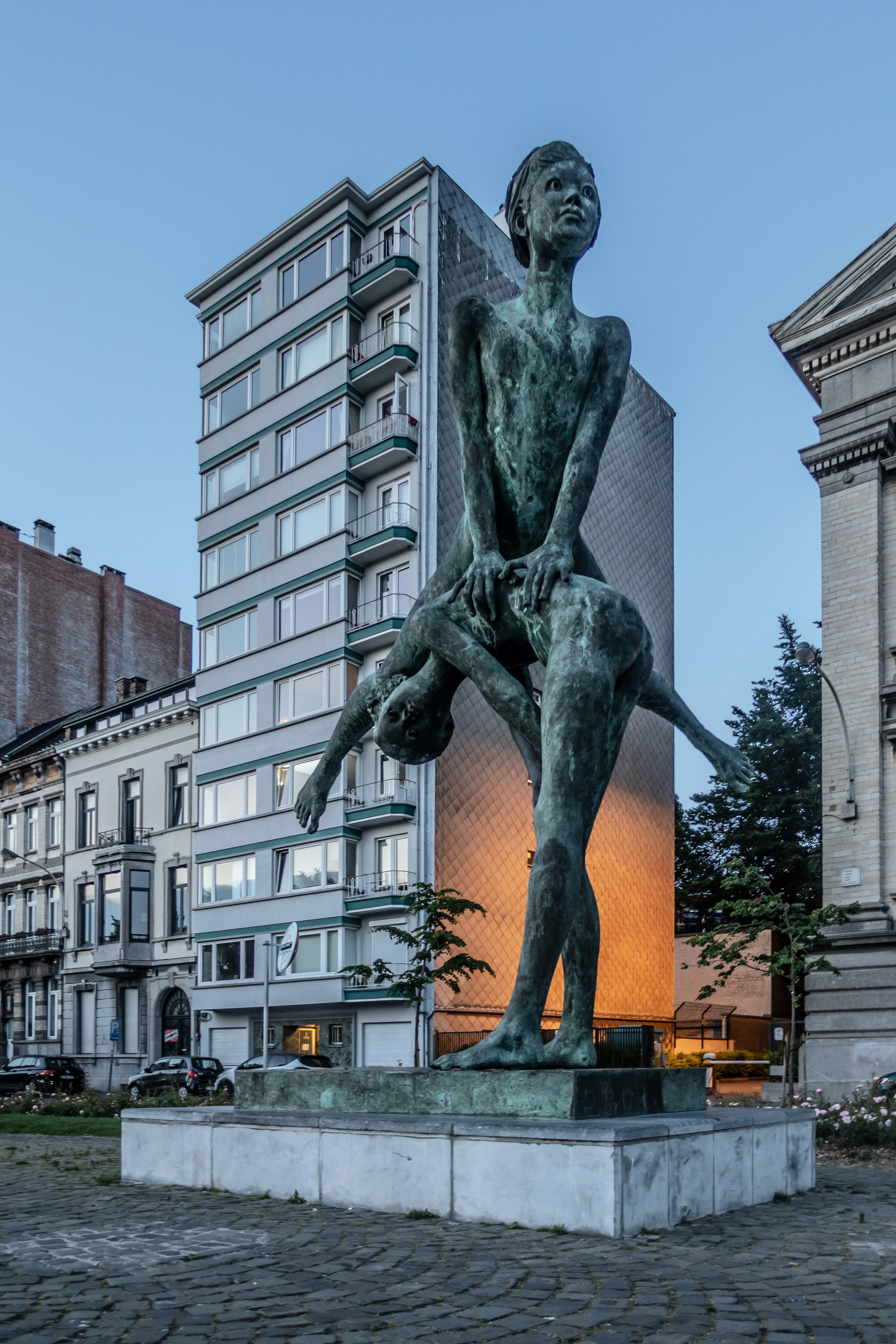
L'Envol de la Wallonie

### Institut de Zoologie de Liège

#### Statue d'Édouard Van Beneden
Socle en pierre portant l’inscription Édouard Van Beneden et une plaque gravée : La générosité de mécènes a permis à l’Université de Liège de dédier cette statue le 2 mai 1920 au célèbre biologiste.

#### Statue Théodore Schwann
Socle en pierre portant l’inscription Théodore Schwann et une plaque gravée : La générosité du professeur P. Nolf a permis à l’Université de Liège de dédier cette statut au fondateur de la théorie cellulaire.

### Le monument Tchantchès
Cette sculpture en pierre et bronze réalisée par Joseph Zomers en 1936 se situe dans le quartier d'Outremeuse rue Pont-Saint-Nicolas, au croisement des rues Puits-en-Sock et Surlet.
L’œuvre montre une monumentale hiercheuse qui présente de la main droite la marionnette de Tchantchès. Un grand socle porte en son centre l’inscription Tchantchès en lettres massives dites « lettres-blocs » et sur le côté une plaque apposée en 2002 rappelant les cérémonies du 75e anniversaire de la République libre d'Outremeuse. La sculpture constitue un hommage à l’industrie minière liégeoise et aux traditions folkloriques de la cité.

### Buste de Zénobe Gramme
Située devant l'entée de l'athénée Maurice Destenay (ancienne École industrielle où étudia Zénobe Gramme) sur le boulevard Saucy, Zénobe Gramme, est représenté en buste. Sa barbe, son front plissé et son regard grave soulignent le sérieux de l’inventeur de la dynamo.

### Buste de Simenon
Le buste de Simenon est situé place du Congrès.

### Statue du Général Bertrand
La statue du Général Bertrand située place Théodore Gobert date de 1934.

### L'envol de la Wallonie
L'envol de la Wallonie est une sculpture de 5 mètres de haut situé quai Édouard van Beneden. Elle évoque les jeux enfantins de deux fillettes. Elle symbolise le dynamisme d'une jeunesse épanouie et sereine, celle qui sera appelée à prendre notre relais. Sculpteur René Julien.

### Parc de la Boverie

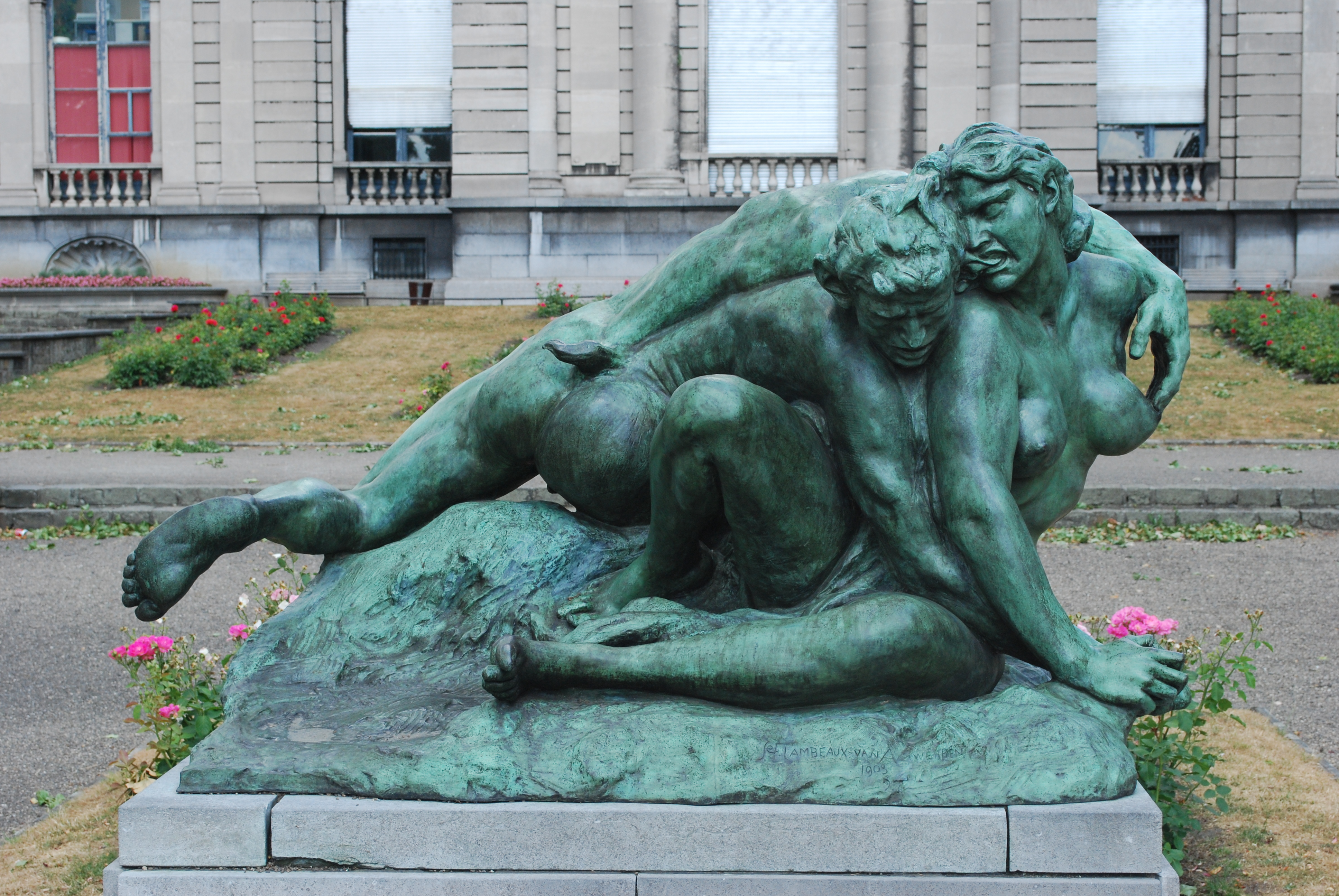
Le Faune mordu
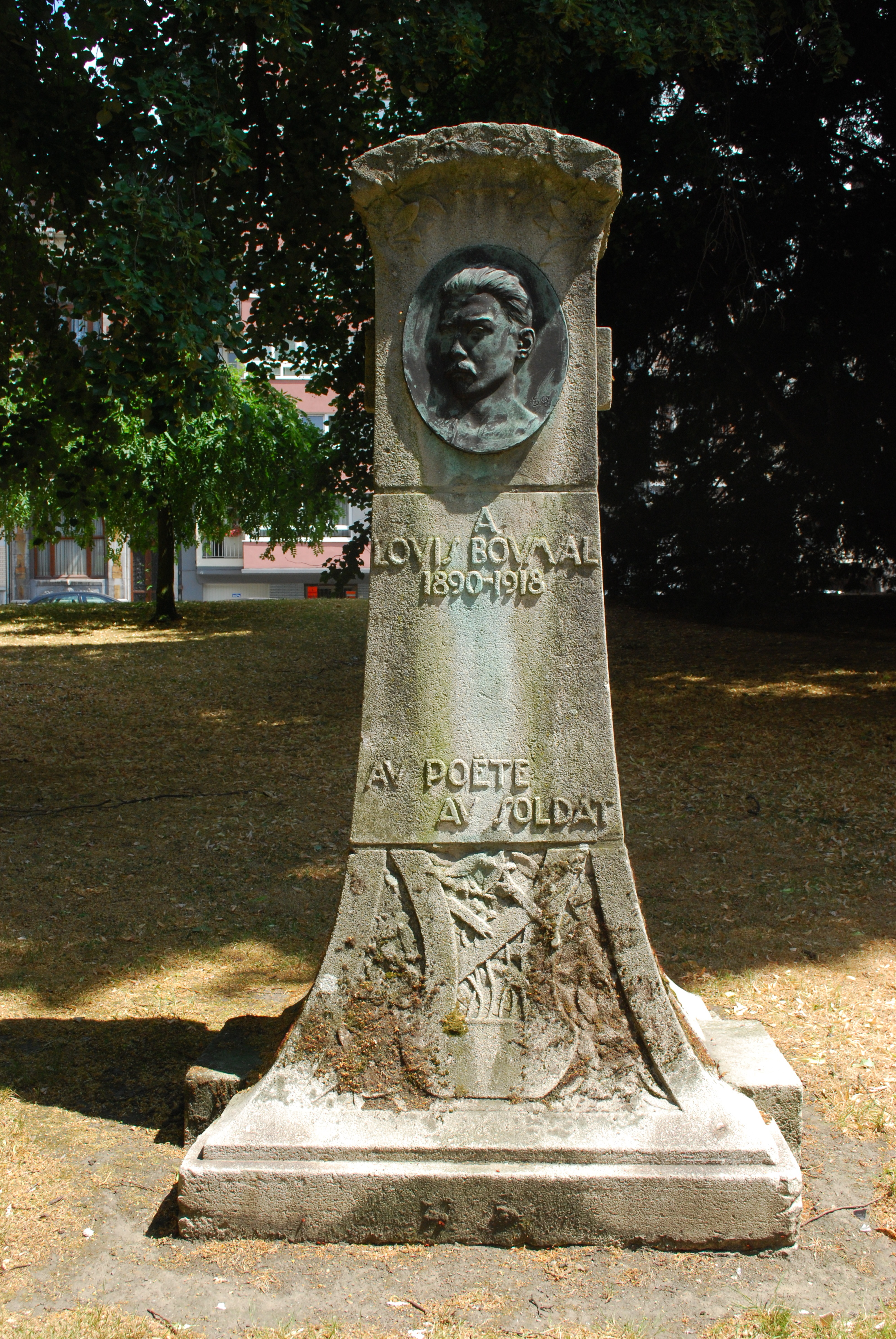
Stèle à la mémoire de Louis Boumal

#### Buste
Sculpteur Adelin Salle

#### Buste de Joseph Joset
(1952) sculpteur Paul Donnay.

#### Composition
Intégrée dans l’épaisseur du mur du Palais des Congrès, cette œuvre de Éva Herbiet témoigne de la collaboration de l’artiste avec les architectes du Palais. Elle attire l’attention sur l'entrée principale du bâtiment en se distinguant clairement du parement en calcaire. Constituée de carreaux de céramique, la composition se caractérise par son dynamisme induit par la diversité des formes en couleurs, les décrochements de surface et un mouvement ascensionnel.
Tout comme le sigle conçu par Freddy Wybaux pour l’autre façade, cette œuvre est caractéristique du renouveau de l’art abstrait dans la Belgique d’après-guerre.

#### Le Faune mordu
Particulièrement appréciée aux Salons de Paris et Bruxelles, l'œuvre de Jef Lambeaux entraîne des réactions indignées lors de sa présentation lors de l'Exposition universelle de 1905. Le public liégeois s’offusque de cette scène de lutte entre les corps nus enlacés d’un faune et d’une femme aux formes pleines.
Le Comité de l’Exposition vote même la réexpédition de l’œuvre à l’artiste. Finalement, pour réparer l’affront fait à ce sculpteur de renom, la Ville achète le bronze qui sera placé dans la roseraie du parc après la Deuxième Guerre mondiale.

#### La Légende
Sculpteur Joseph Rulot.

#### Monument à Armand Rassenfosse
(1934) sculpteur Pierre-Félix Fix-Masseau.

#### Le mouton
(1976), par Pierre Petry.

#### Sans titre
Nic Joosen.

#### Stèle à la mémoire de Georges Antoine
(1938) Louis Dupont

#### Stèle à la mémoire de Louis Boumal
Sculpture réalisée par Georges Petit.

#### La Toilette
(1910) sculpteur Max d'Haveloose.

#### Tour cybernétique
Installée en 1961, la tour monumentale de Nicolas Schöffer est une sculpture très complexe faisant partie du projet Tour Lumière Cybernétique. À l’origine, elle réagissait à son environnement grâce à un cerveau électronique situé dans le Palais des Congrès. Dans ce but, l’œuvre est notamment équipée de microphones, de capteurs de lumière, d’un hygromètre et d'un anémomètre. Après analyse des données, cette intelligence artificielle les traduisait par le mouvement des plaques polies, par des jeux de lumière tant naturelle qu'artificielle et par la production de séquences sonores composées par Henri Pousseur. Elle avait même la possibilité de n’en faire qu'à sa tête. Faute d’entretien approprié, la tour est assez rapidement désactivée. Cependant, ce témoignage d’une époque où la foi dans le progrès scientifique était inébranlable continue de fasciner. En 1998, elle a été classée comme monument, puis partiellement restaurée.

#### Bas-reliefs d'Oscar Berchmans
Les trois baies de l'avant-corps semi-circulaire de la façade du Palais des beaux-arts dressée face à la Meuse sont surplombées de trois bas-reliefs allégoriques du sculpteur Oscar Berchmans représentant, de gauche à droite : la Peinture, l’Architecture et la Sculpture.

#### Pergola
La pergola est ornée de sept bustes en bronze représentant des Liégeois célèbres :
- Richard Heintz par Louis Dupont
- Auguste Donnay par Georges Petit
- Jean Varin par Louis Dupont, inauguré le 6 février 1928
- Gilles Demarteau par Berthe Centner, inaugurée le 28 juillet 1923
- Léon Philippet par le sculpteur Oscar Berchmans et l’architecte Alfred Lobet
- Jacques-Barthélemy Renoz par Adelin Salle, inauguré le 31 mai 1930
- Adrien de Witte, reproduction d'un plâtre d'Oscar Berchmans, inauguré le 26 novembre 1938

## Quartier latin

### Cathédrale Saint-Paul
La cathédrale, en plus de son Trésor, compte de nombreuses œuvres.

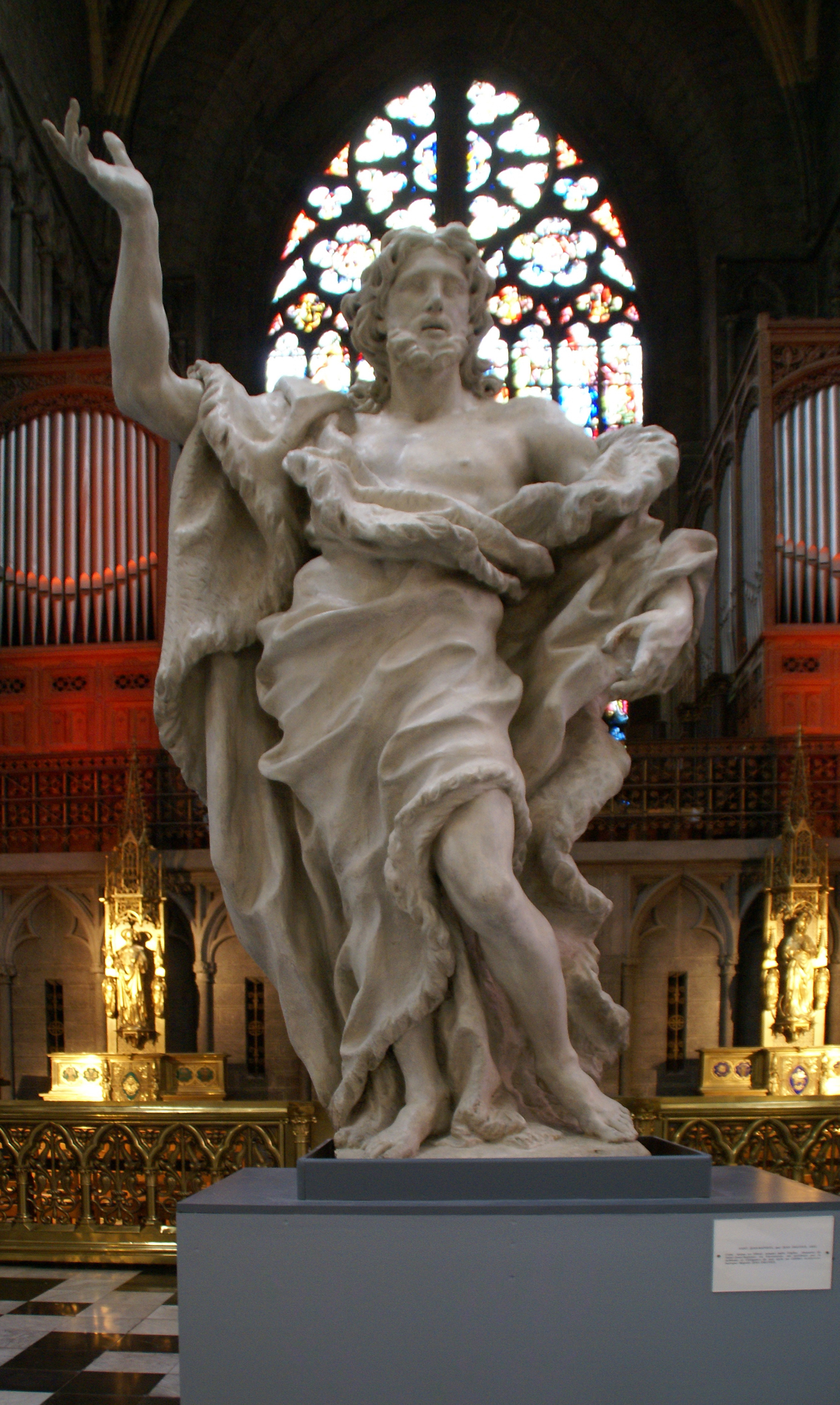
Statue de Jean-Baptiste de Jean Del Cour
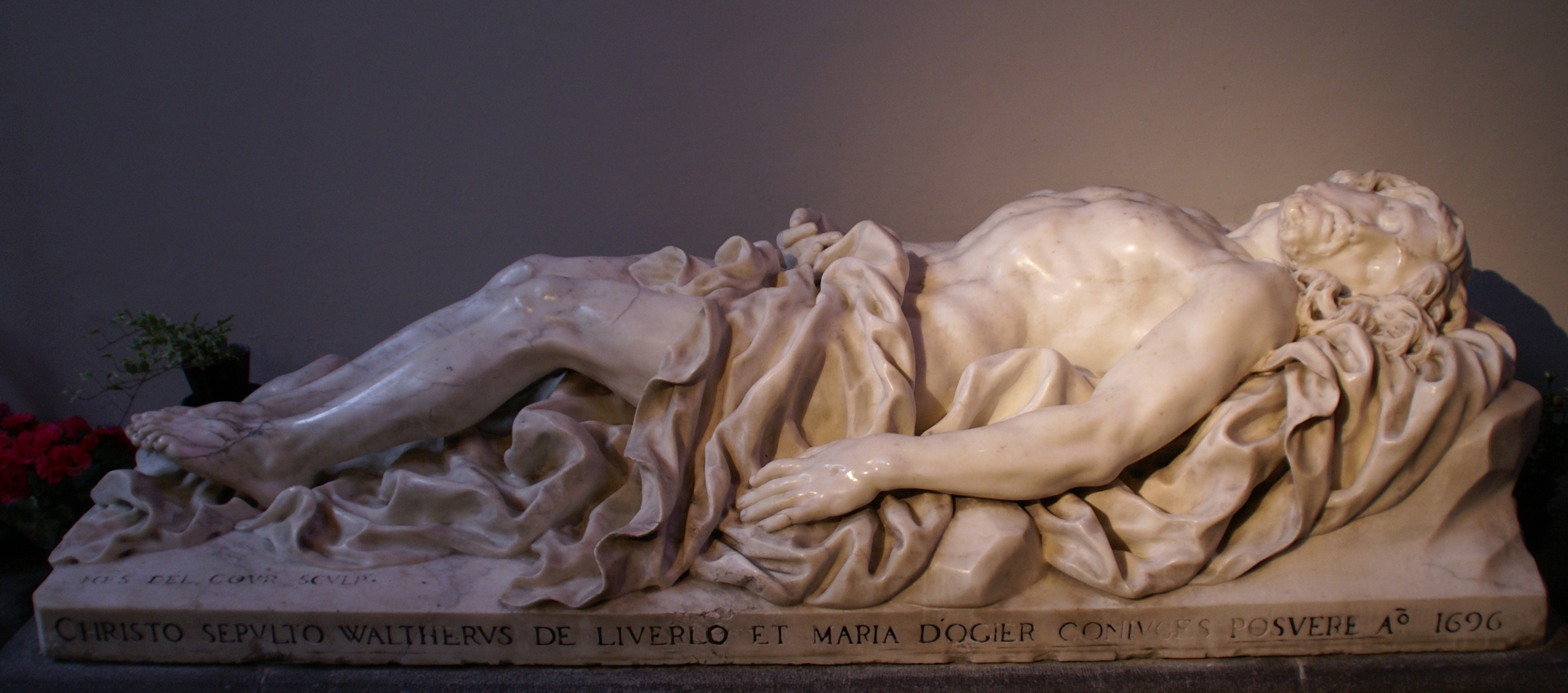
Le Christ gisant
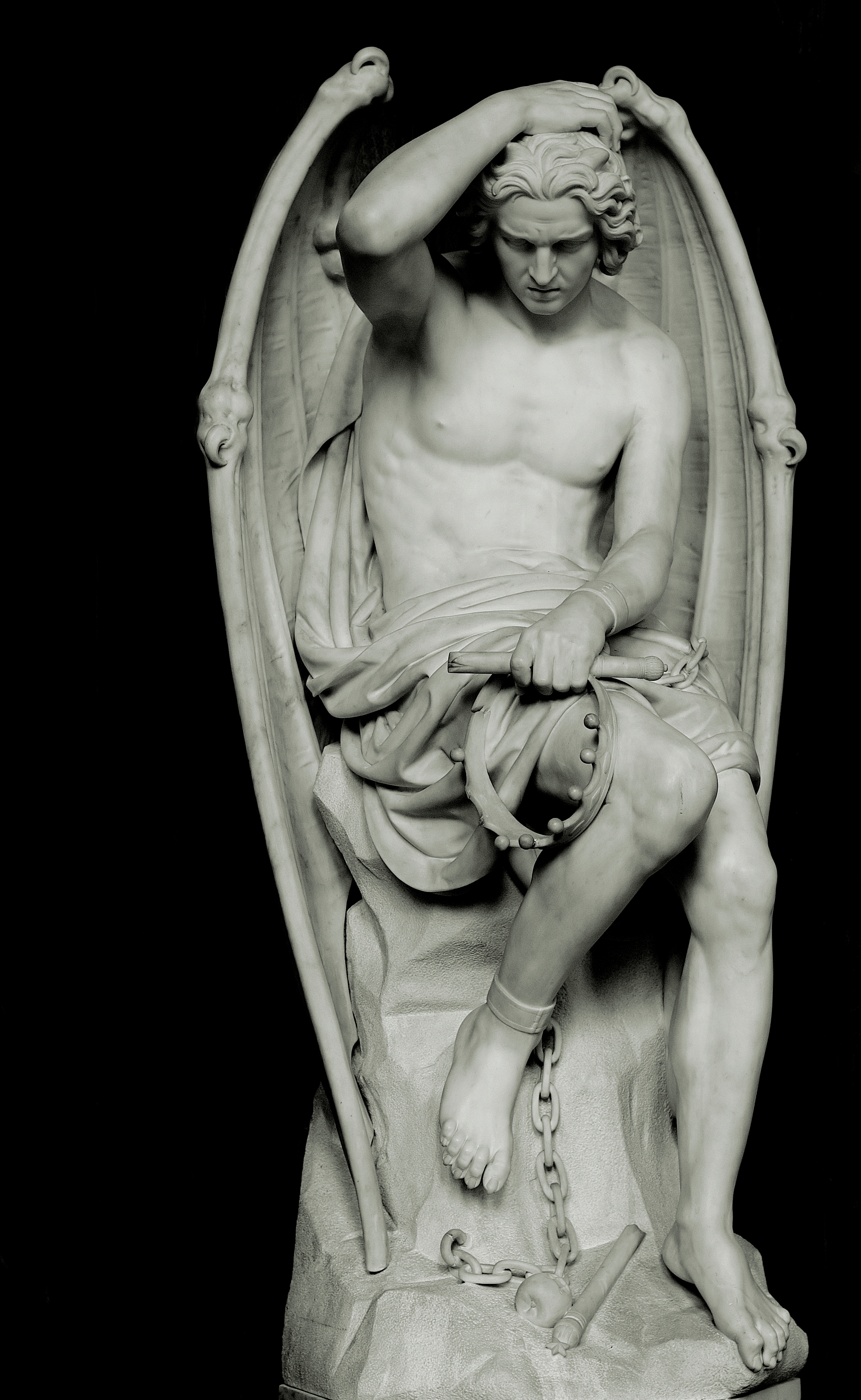
Le Génie du Mal
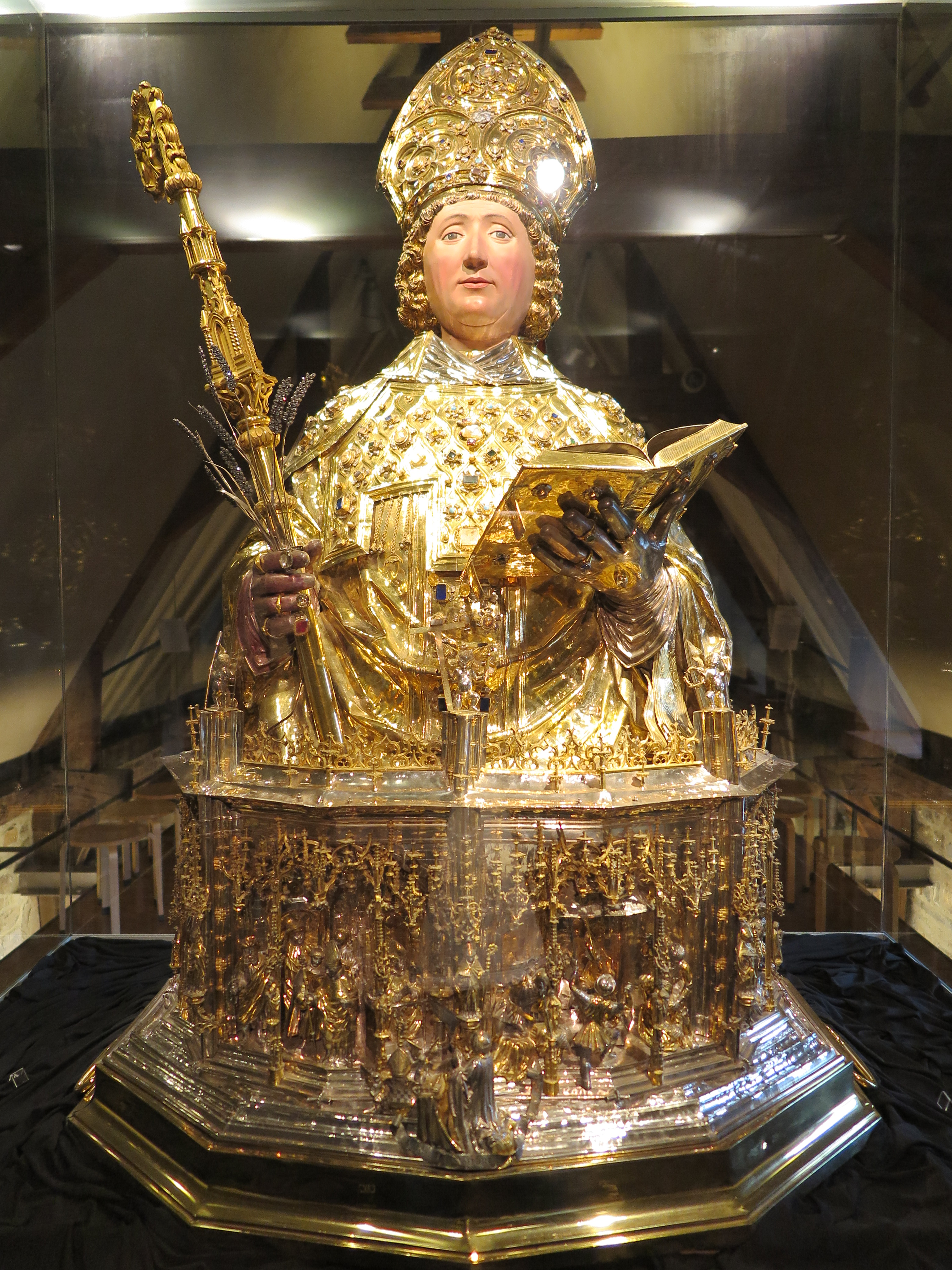
Reliquaire de saint Lambert

#### Statue de Jean-Baptiste
Statue de Jean-Baptiste de Jean Del Cour réalisée en 1682.

#### Christ gisant
Cette statue en marbre blanc de Jean Del Cour provient de l'église des religieuses Sépulcrines dites des Bons-Enfants, rue Agimont. Il faisait partie du monument que Walter de Liverlo, bourgmestre de Liège en 1705 et 1712, avait fait élever pour lui et son épouse dans l'église des dites Sépulcrines. Il porte l'inscription suivante :
CHRISTO SEPVLTO WALTERUS DE LIVERLO ET MARIA D'OCIER/ CONJUGES POSUÉRE ANNO 1696.
La tête du Christ est dépouillée de sa couronne d'épines. On voit encore les trous qui servaient à la maintenir au moyen d'écrous.
Pour cette œuvre, Jean Del Cour s’inspira de la Piéta de Michel-Ange en cours d'un voyage à Rome, notamment pour le visage du Christ.

#### Le Génie du Mal
Censée symboliser le Triomphe de la Religion sur le Génie du Mal, la chaire de vérité réalisée par Guillaume Geefs pour la cathédrale Saint-Paul inclut à l'origine une représentation du Génie du mal due au ciseau de son frère, Joseph Geefs (œuvre aujourd'hui conservée aux Musées royaux des beaux-arts de Belgique). Mise en place en 1843, cette statue ne satisfait guère le Conseil de fabrique de la cathédrale. Les journaux de l'époque rapportent que « Ce diable-là est trop sublime » et qu'il risque de distraire les jeunes paroissiennes. Afin de remplacer l'œuvre, le Conseil de fabrique passe commande à Guillaume Geefs d'une nouvelle version du Génie du mal, installée à l'arrière de la chaire dès 1848.
Tout comme son frère, Guillaume Geefs représente le démon sous les traits d'un jeune homme assis sur un rocher, vêtu d'une simple draperie et pourvu d'une ample paire d'ailes de chauve-souris. Son ange déchu est plus conforme à l'imagerie satanique. Enchaîné au rocher, il se tient la tête afin de se protéger du châtiment divin. De sa main gauche, il étreint une couronne et un sceptre brisés. Deux petites cornes émergent des cheveux ébouriffés. Son visage crispé exprime le remords et le désespoir. À ses pieds, aux ongles crochus, se trouvent le fruit défendu et une partie du sceptre.
L'œuvre de Guillaume Geefs relève du néoclassicisme par son esthétique. Elle se rattache aussi au courant romantique : en représentant l'ange déchu sous les traits d'un homme séduisant, l'artiste évoque le thème de la beauté du diable. D'après Jacques Lennep, l'œuvre serait inspirée du poème Eloa ou la Sœur des anges d'Alfred de Vigny.

#### Le Christ en bronze
Le Christ en bronze de Jean Del Cour qui se trouve aujourd'hui au-dessus de la porte de la cathédrale Saint-Paul provient du pont des Arches, posé sur la Dardanelle afin de contenir les habitants du quartier d'Outremeuse où il était entouré de la Vierge et de saint Lambert. Il marquait l’entrée de la cité, en signe de dédicace : Legiae cives te adorant (ancienne inscription).

#### Chapelle de la Vierge
La chapelle de la Vierge contient une belle statue en marbre de Carrare, au style classique rigoureux, de Robert Henrard (1617-1676) et de part et d’autre les bas-reliefs de Jean Del Cour : le don des clés à Pierre (inspiré du bas-relief de la façade de Saint-Pierre au Vatican) et de la rencontre de Pierre et Paul à Rome.

### Place du Vingt-Août et place Cockerill

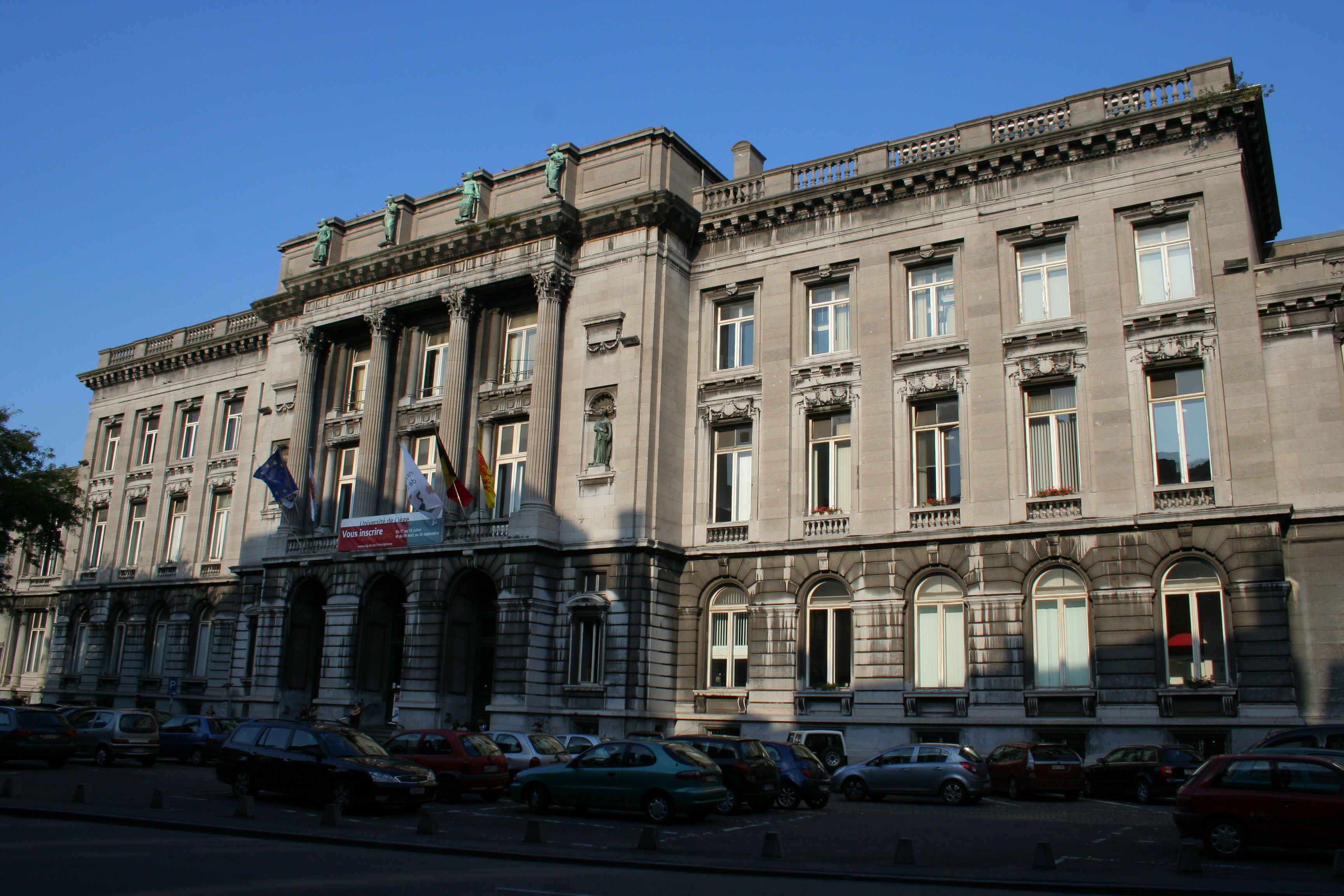
Façade du bâtiment de l'Université place du 20-Août

#### Statue d'André Dumont
Par Louis-Eugène Simonis, place du Vingt-Août (1866)
Trois ans après la mort d'André Dumont, un comité propose à la Ville de Liège d'élever un monument en hommage à l’homme de sciences. Sous une forme réaliste, le sculpteur Louis-Eugène Simonis immortalise André Dumont, vêtu de la robe professorale, indiquant de la main droite les richesses géologiques du sol ex tenant une carte roulée dans l’autre main ; une lampe, allusion au travail dans la mine, est déposée aux pieds du savant. La statue du scientifique est judicieusement érigée devant l’Université, à l’emplacement de celle de Grétry, transférée place de l'Opéra.

#### Façade de l'Université côté Vingt-Août
Depuis 1893, la nouvelle façade du bâtiment de l'Université de Liège de la place du Vingt-Août est agrémentée de six sculptures en bronze, allégories des enseignements de l’Université : 
Au 1er étage :
- Les Arts et Manufactures, soit les techniques, de Jules Lagae, dans la niche à droite de l’entrée identifiables par les attributs de la roue et du marteau,
- L’Étude, de Maurice de Mathelin, dans la niche de gauche avec une feuille de papier et une plume.

Au-dessus de l’entablement, quatre personnages masculins illustrent :
- Le Droit, d'Alphonse de Tombay, doté d’une plume et d’un rouleau
- La Philosophie, de Léon Mignon, tenant un livre en main et son menton de l’autre en signe de réflexion
- Les Mathématiques, de Joseph Pollard, avec une sphère et un compas
- La Médecine, de Hippolyte Leroy, reconnaissable à son caducée.

#### Façade de l'Université côté Cockerill
Trois bas-reliefs prennent place, en 1958, sur la façade de la nouvelle aile de l’Université de Liège, place Cockerill, ils s’intitulent respectivement Philosophia, Litterae et Historia. Sculptés par Louis Dupont, ils évoquent des disciplines enseignées à la faculté de Philosophie et Lettres installée dans le nouveau bâtiment. Ne faisant guère référence à la tradition iconographique, la signification allégorique des bas-reliefs reste assez énigmatique. Leur identification est rendue possible par la seule présence d’un intitulé.

### Boulevard Piercot

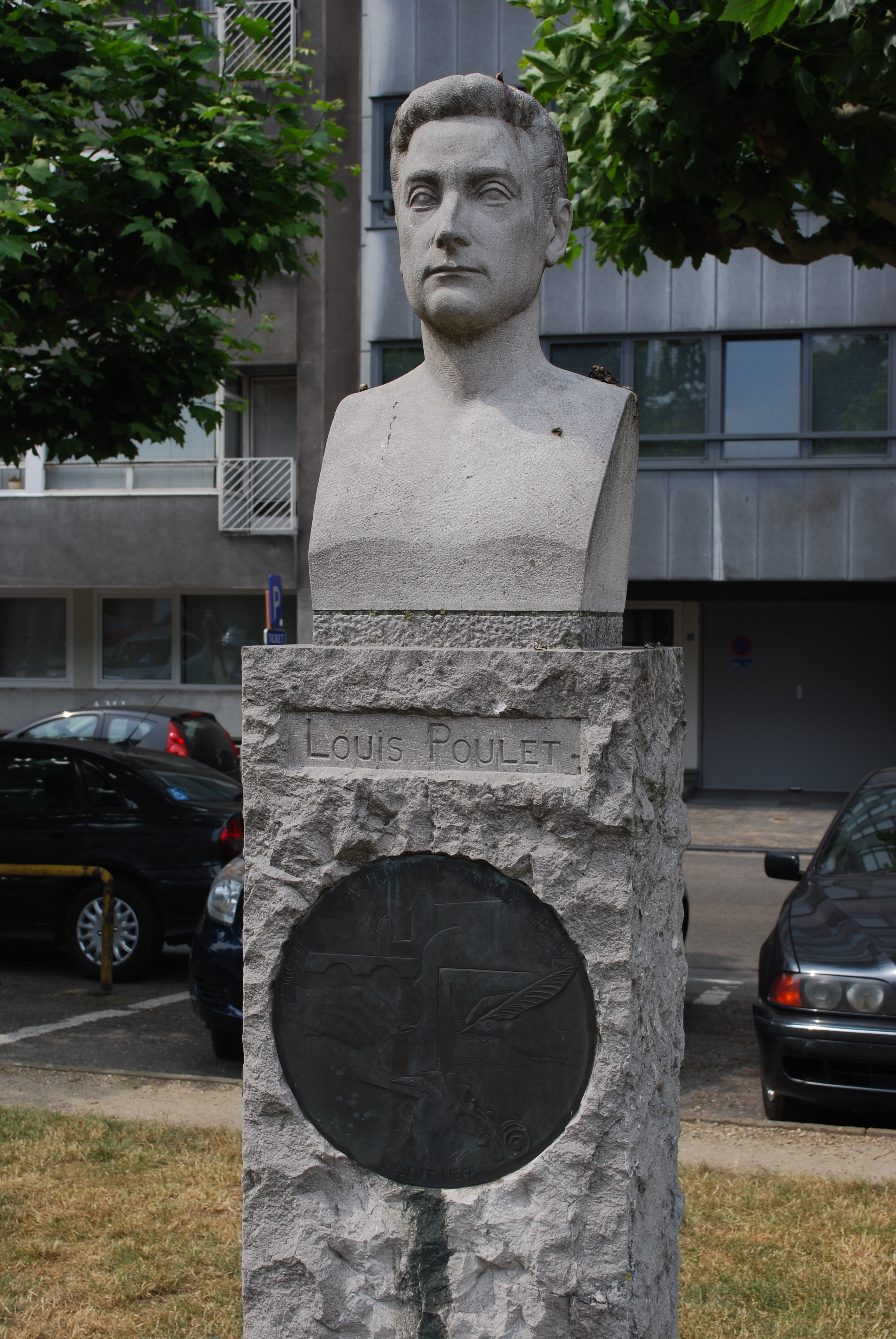
Buste de Louis Poulet
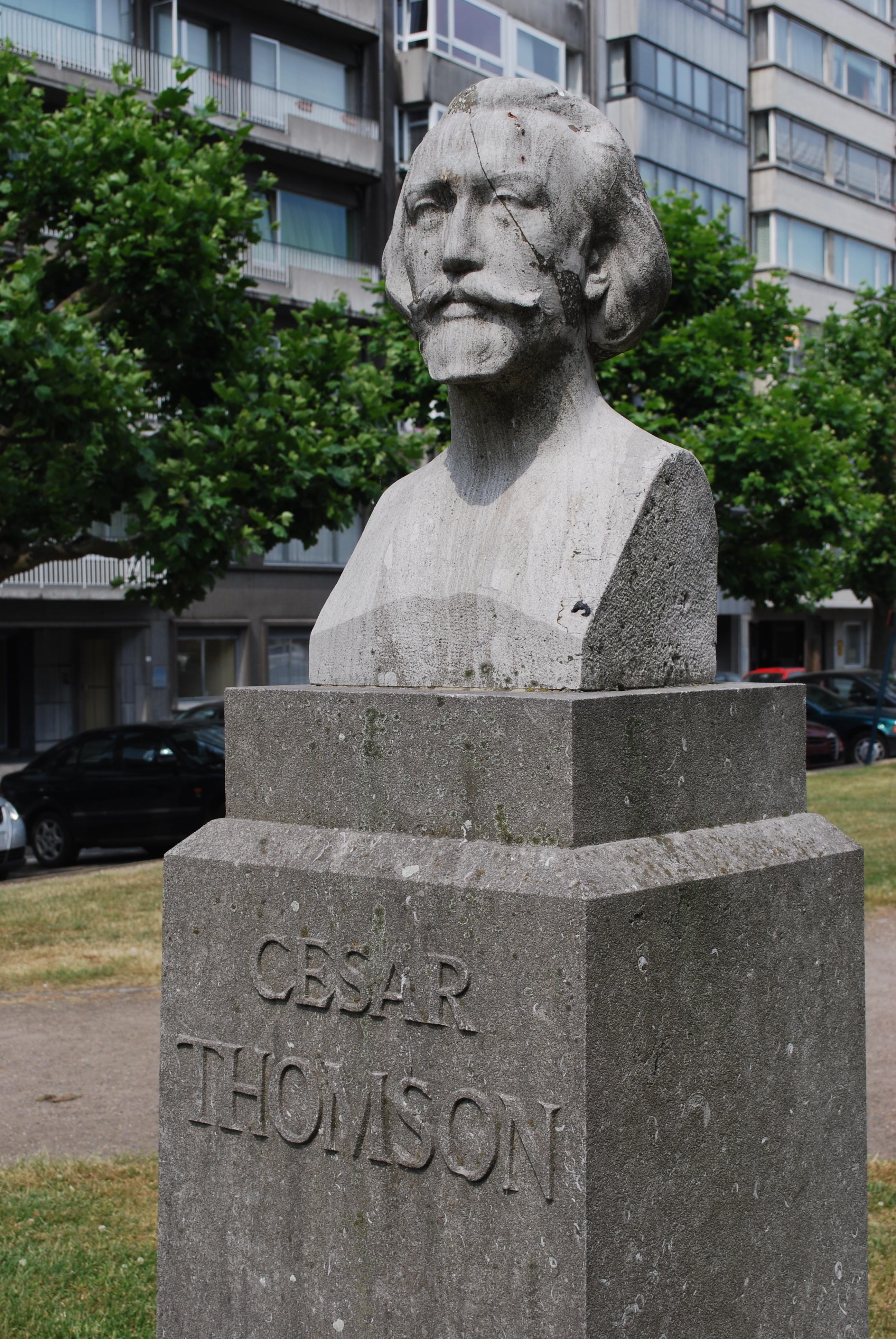
Buste de César Thomson
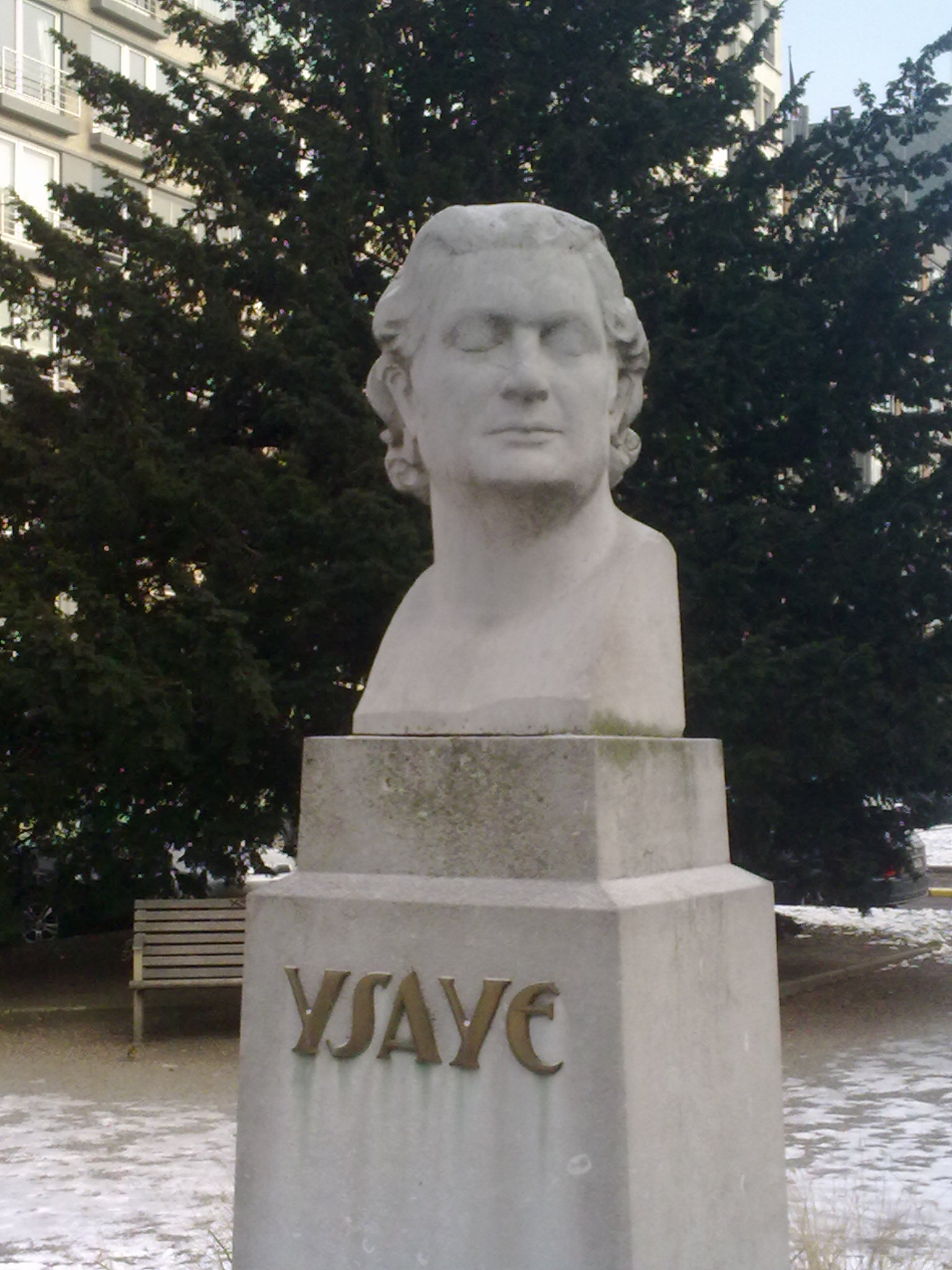
Buste de Eugène Ysaye

#### Buste de Louis Poulet
Buste de Louis Poulet

#### Buste de César Thomson
Boulevard Piercot

#### Buste d'Eugène Ysaye
Boulevard Piercot

#### Buste d'Henri Koch
Boulevard Piercot

#### Buste d'Hector Klockers
Boulevard Piercot

### Fontaine de la Vierge
Patrimoine classé (1936, no 62063-CLT-0054-01)

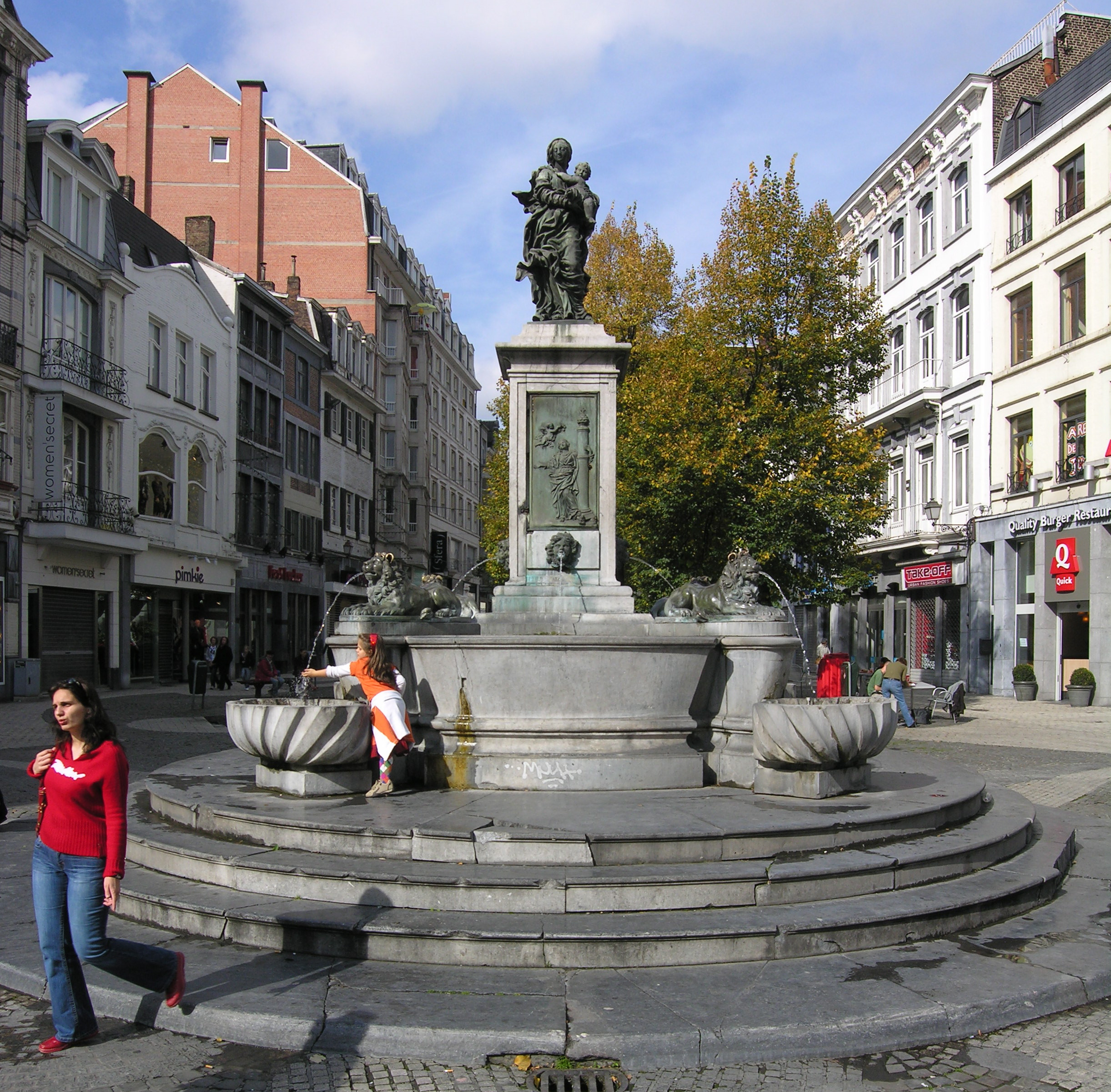
La fontaine de la Vierge au milieu du Vinâve d'Île.

La fontaine bâtie à l'origine (1695-1696) sur la place de la Cathédrale et en marbre, est reconstruite, en petit granit, en 1854 par l'architecte Rémont et installée en Vinâve d'Île. Elle est surmontée par la statue la Vierge à l'Enfant du statuaire liégeois Jean Del Cour.
La Vierge a le regard tourné vers la cathédrale Saint-Paul (collégiale à l'époque). Le socle de la statue présente une porte de bronze symbolisant la Religion couronnée par un ange et embrassant le perron.
En 1794, au début de la période française, la statue échappe à la fonderie de canons grâce aux protestations des Liégeois.

### Statue d'André Grétry

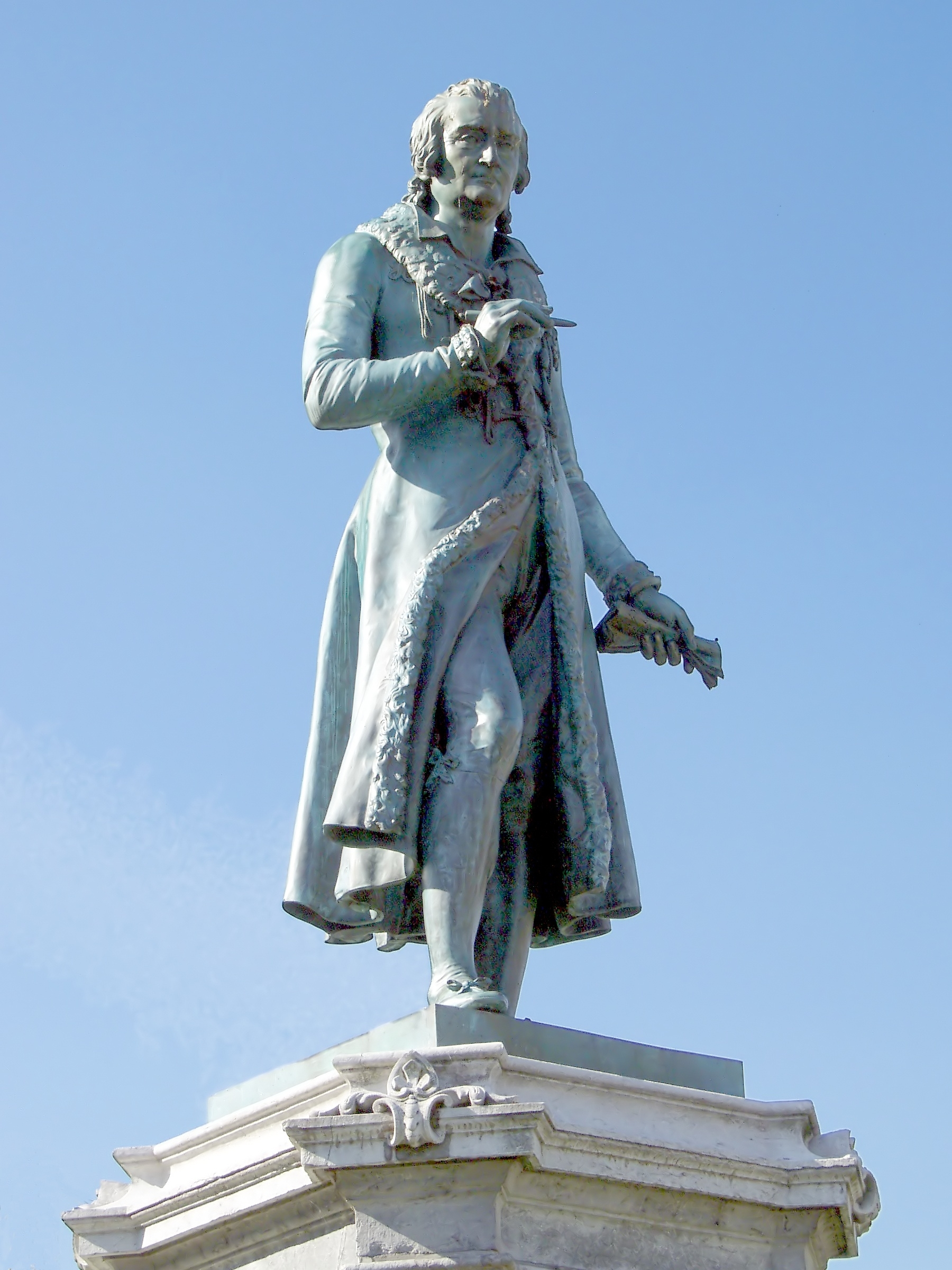
La statue d'André Grétry

La statue en bronze est réalisée par Guillaume Geefs en 1840. En 1842, elle est initialement installée place du XX août, face à l'Université.
En 1866, la statue d'André Grétry est transférée place de l'Opéra en face du Opéra royal de Wallonie.
La France a conservé son corps, qui repose au Père-Lachaise, à côté de Delille et de Méhul ; mais André Grétry a voué son cœur à la ville qui lui donna le jour. Après un long procès, ce cœur, d'où sortirent tant de chants immortels, fut transporté en 1829 à Liège, et depuis, scellé dans le piédestal de la statue en bronze.

En juillet 1842, lors du banquet offert aux artistes à l'Émulation à l'occasion de l'inauguration de la statue, ainsi que celle du Plan incliné de la côte d'Ans, le compositeur Franz Liszt porta un toast à Liège en ces termes : 

« La première ville à élever une statue à un compositeur. Je suis accouru pour saluer avec transport la statue de Grétry et j'émets le vœu que Mozart et Beethoven obtiennent de leurs concitoyens l'hommage éclatant qu'on a rendu ici au grand compositeur liégeois. »

### Statue de Jean Del Cour
Depuis 1911, il existe, place Saint-Paul, un monument dédié à Jean Del Cour.

### Le Plongeur

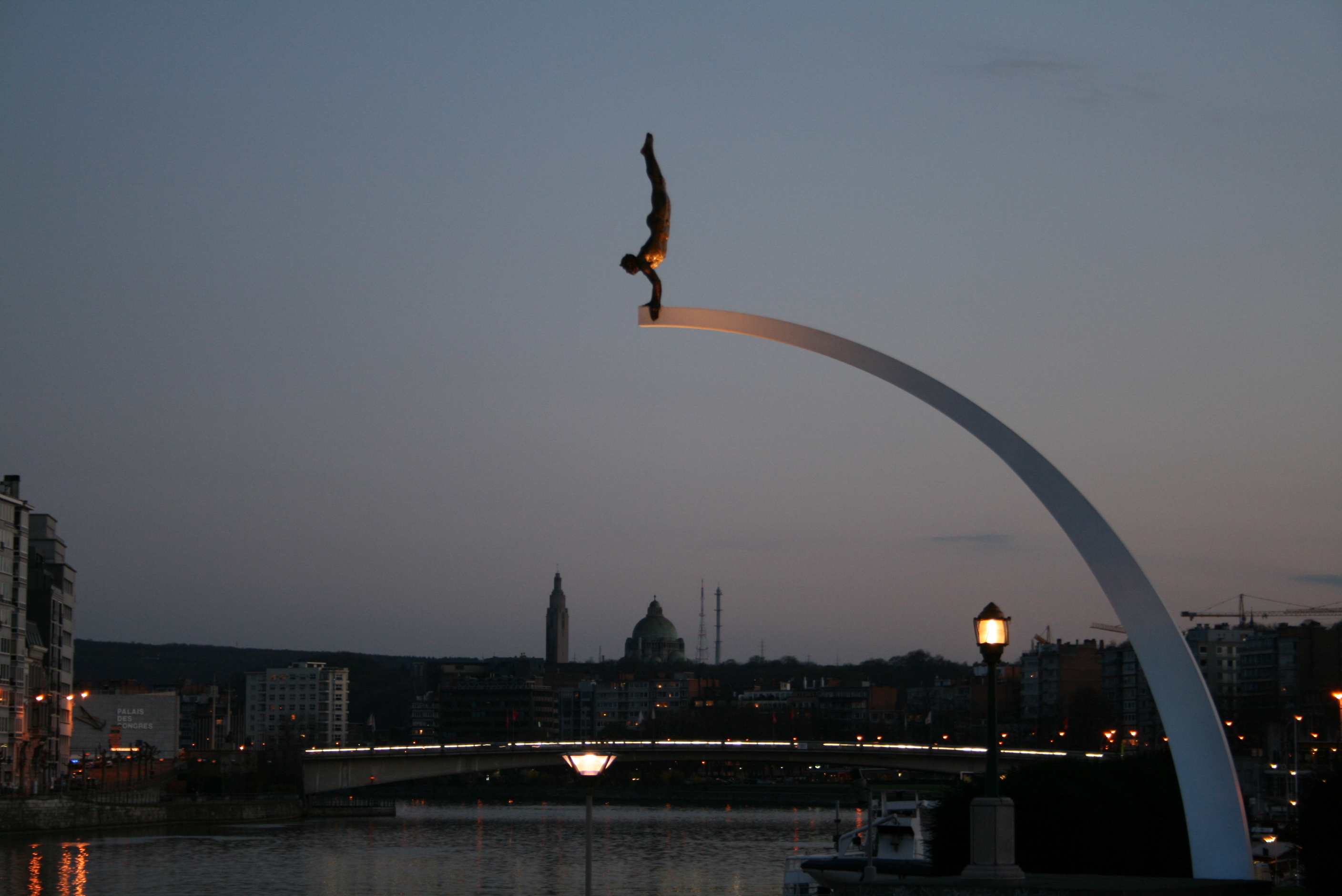
Le Plongeur

Œuvre du sculpteur roumain Idel Ianchelevici. Cette sculpture, dont l'original est réalisé en terre-plâtre, lui avait été commandée pour l’Exposition internationale de la technique de l’eau, qui s’ouvre à Liège le 20 mai 1939. Elle surplombait alors la piscine du Lido à l'entrée du canal Albert.
L'exposition fut démontée et vu son succès, la réplique du plongeur fut achetée par la ville qui décida d'en construire une copie en matériaux plus durables (l'original était en terre-plâtre).
Survient la Deuxième Guerre mondiale et le Plongeur se retrouve dans les caves du Palais des beaux-arts d'où il ne ressort qu'en 1998. L'œuvre reconstituée d'après des documents d'époque est installée à la pointe du port des yachts dans l'axe du boulevard Piercot et inaugurée en 2000.
L'arc en acier peint, d'un rayon de 10 m, d'un poids de 3,5 tonnes ; le plongeur mesure 3,20 m, pèse 80 kg et est construit en polyester creux sur structure métallique.

### Le Saute-mouton
Sculpture située place des Carmes d'Mady Andrien réalisée en 1973.

### Les Danseurs
Sculpture de Mady Andrien, réalisée en 1981, située à l'intérieur de la galerie commerciale Opéra.

## Saint-Laurent

### Douze bas-reliefs de la collégiale Saint-Martin
Del Cour

## Sainte-Walburge

### La Piscine
À l'entrée de l'hôpital de la Citadelle, se trouve un ensemble sculptural intitulé : « La Piscine ». Cette œuvre a été réalisée par la liégeoise Mady Andrien en 1976.

### Les Passants
Les Passants est sculpture de Mady Andrien, réalisée en 2006, située sur le rond-point de la rue de Campine et de l'avenue Victor Hugo.

### Monument au14eRégiment de Ligne

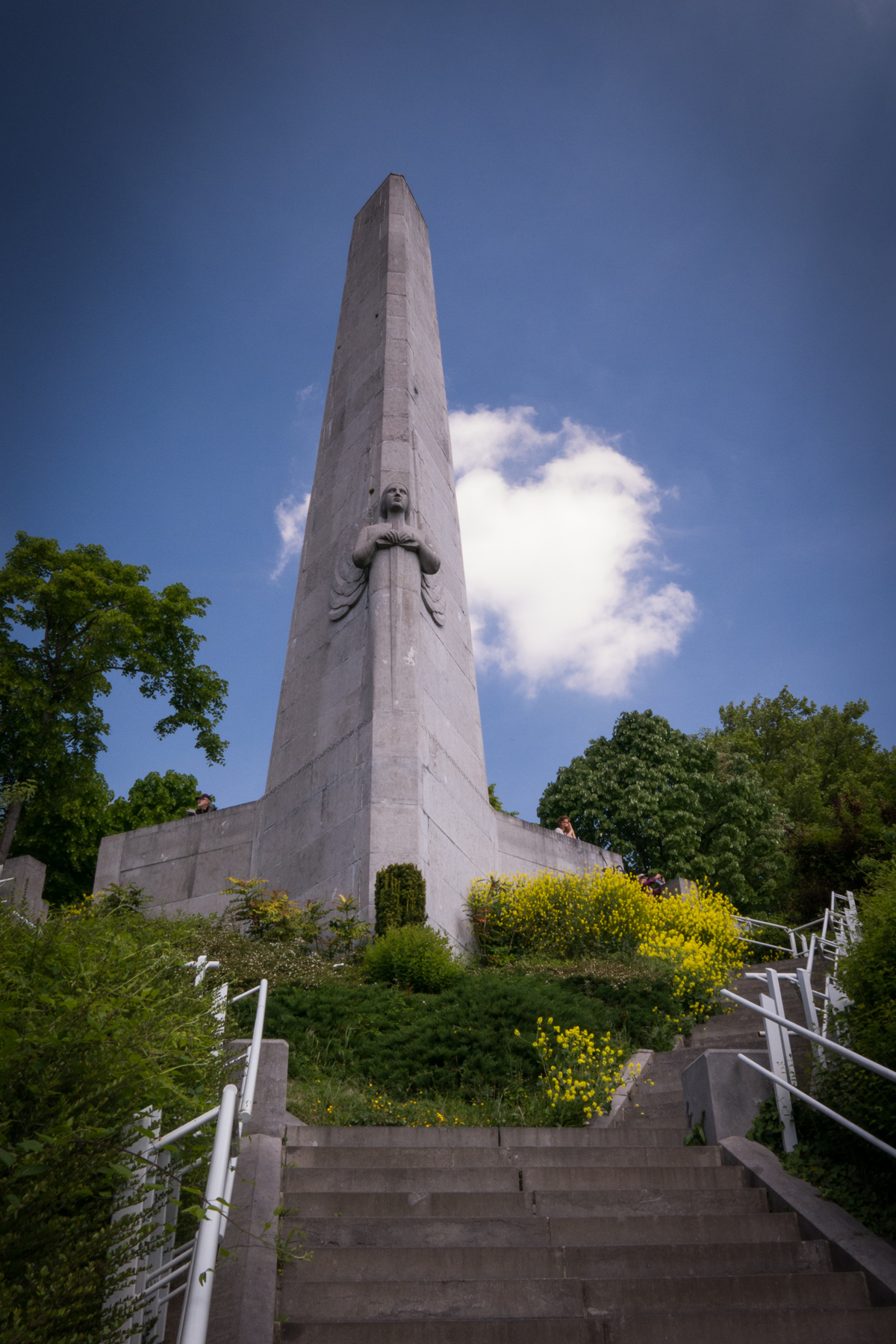
Le Monument au 14e Régiment de Ligne vu depuis le Péri

Le Monument au 14e Régiment de Ligne (appelé également Monument des Fusillés des Remparts de la Citadelle), œuvre monumentale du sculpteur Edmond Falise, se trouve au pied de la citadelle de Liège au croisement du boulevard du Troisième Génie et du Péri en haut de la Montagne de Bueren.

## Sart-Tilman
Depuis 1967, le domaine de l'Université de Liège au Sart Tilman abrite une collection de sculptures en plein air et d'œuvres d'art intégrées à l'architecture (Musée en Plein Air du Sart-Tilman).

## Ponts

### Pont AlbertIer
Le pont Albert Ier intègre dans son environnement plusieurs œuvres d'art public :
- Rive gauche
  - Pierre Caille, Monument aux Liégeois morts pour la liberté (1964)
  - Daniel Dutrieux, L'Arbre et son ombre (1991)
  - Charles Leplae, Statue équestre du roi Albert Ier (1964)
- Rive droite
  - George Grard, La Terre et L'Eau (1962-1964)

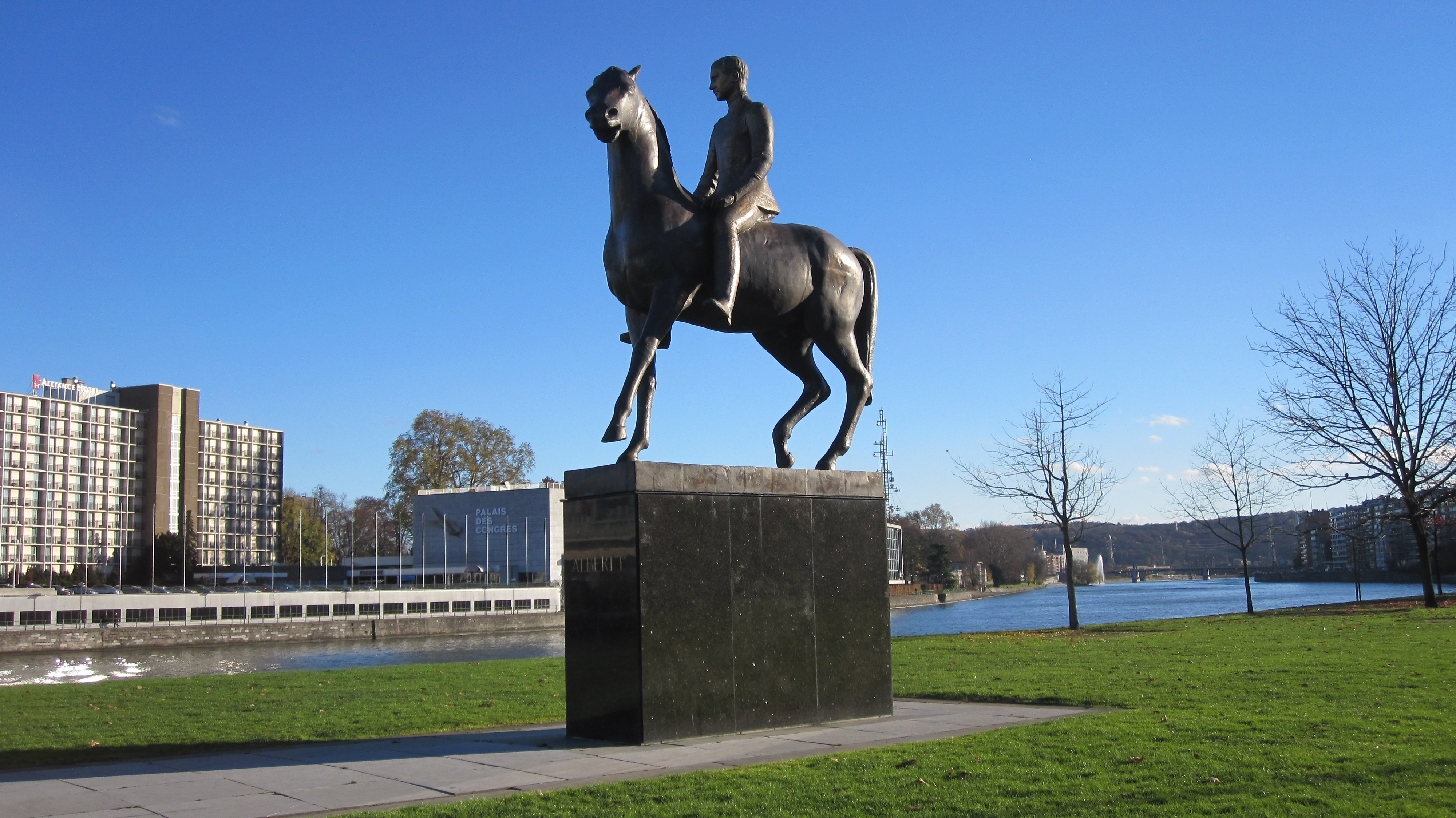
Statue équestre du roi Albert Ier de Charles Leplae
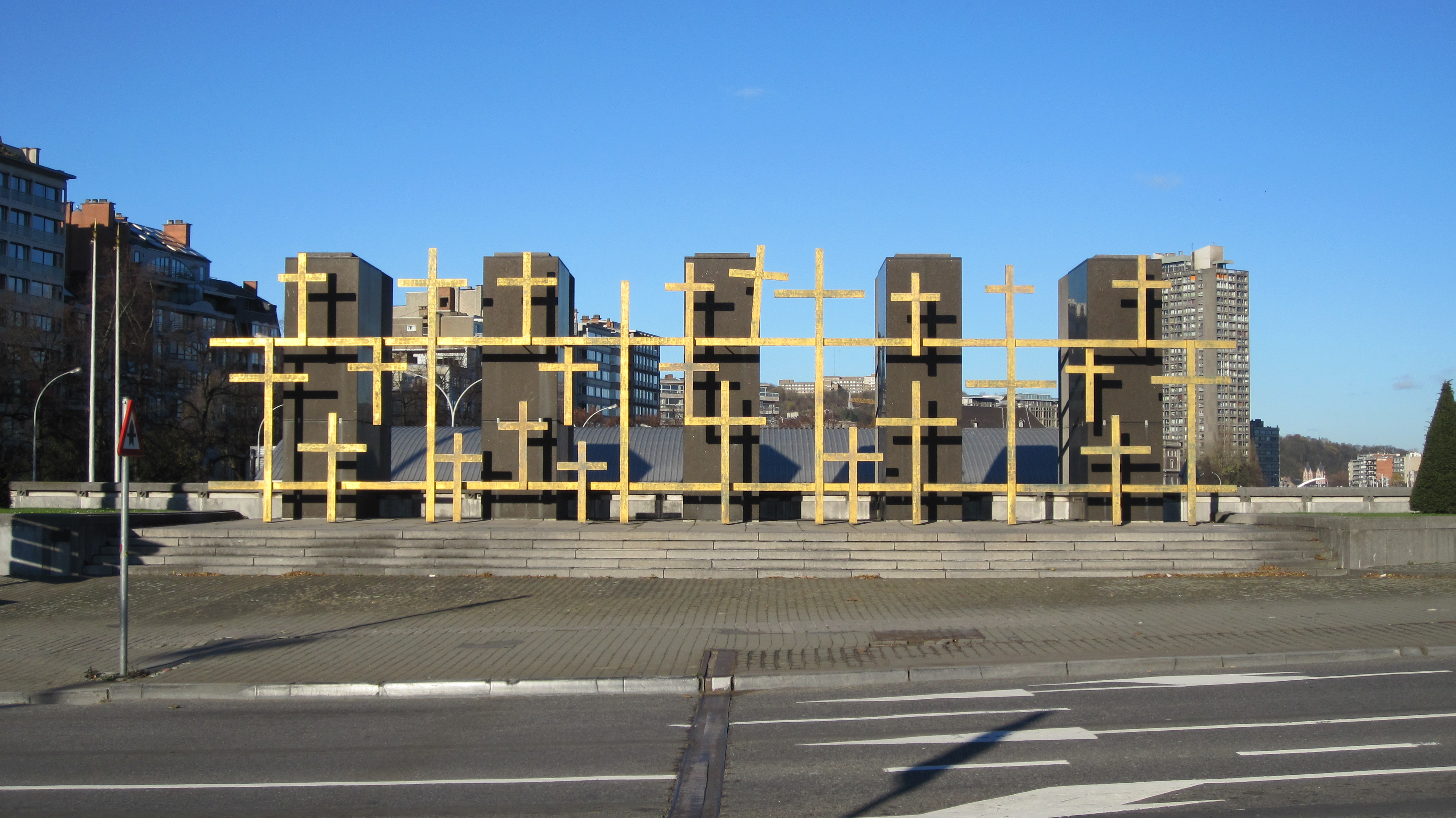
Monument aux Liégeois morts pour la liberté de Pierre Caille

### Pont des Arches
Lors de sa reconstruction après la Seconde Guerre mondiale, le pont des Arches fait l'objet d'un vaste programme décoratif, auquel participent plusieurs artistes.

#### Statuaire
Les piles sont décorées de quatre statues :
- Le Moyen Âge, évoqué par un chevalier en armes, 1948, sculpteur Adolphe Wansart
- La résistance à l'occupant allemand, symbolisée par un personnage dissimulant une grenade dans son manteau, sculpteur Gustave Fontaine
- La révolution belge de 1830, évoquée par un personnage aux chaînes brisées, 1948-1949, Alphonse Darville
- La Naissance de Liège, symbolisée par une mère et son enfant, allégorie de Liège, fille de Meuse, 1948, sculpteur Marceau Gillard

#### Bas-reliefs
Sur la rive gauche, des reliefs évoquent les sciences et techniques:
- Les travaux du pont, 1948, sculpteur Ernest Stroobants
- L'Art et la Technique, 1947, sculpteur Robert Massart

Sur la rive droite, des reliefs évoquent le folklore et les traditions mosanes :
- Scènes populaires liégeoises, 1948-1949, sculpteur Adelin Salle
- La Nativité. Le cheval Bayard, 1949, sculpteur Louis Dupont